# 11. Oktober
Der 11. Oktober ist der 284. Tag des gregorianischen Kalenders (der 285. in Schaltjahren), somit bleiben 81 Tage bis zum Jahresende.

## Ereignisse

### Politik und Weltgeschehen
- 1305: Otto III., Herzog von (Nieder-)Bayern, wird zum König von Ungarn gekrönt.

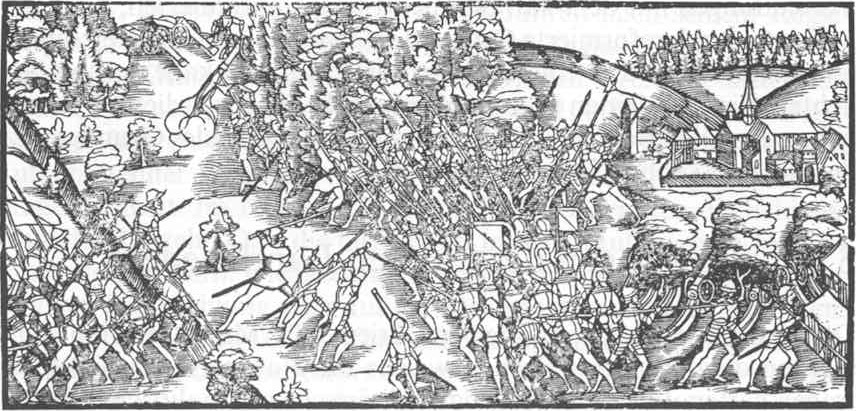
1531: Die zweite Schlacht bei Kappel

- 1531: In der Schlacht bei Kappel während des religiös motivierten Zweiten Kappelerkriegs unterliegen die Zürcher den fünf katholischen inneren Orten (Luzern, Schwyz, Unterwalden, Uri und Zug). Der Reformator Ulrich Zwingli fällt in der Schlacht.
- 1541: Kaiser Karl V. gibt seinem 14-jährigen Sohn Philipp II. das Herzogtum Mailand zum Lehen.
- 1633: In der Schlacht bei Steinau an der Oder, dem heutigen Ścinawa, nehmen die siegreichen kaiserlichen Truppen unter Wallenstein im Dreißigjährigen Krieg ein schwedisches Korps unter Heinrich Matthias von Thurn gefangen und erlangen Frankfurt (Oder) zurück.
- 1643: In der Schlacht von Winceby setzen sich im Englischen Bürgerkrieg die Parlamentstruppen gegen königliche Einheiten durch.
- 1649: Die am 2. Oktober begonnene Belagerung von Wexford endet mitten in Übergabeverhandlungen mit der unerwarteten Erstürmung der Stadt durch die unter Oliver Cromwells Befehl stehenden Truppen. Die Soldateska tötet hunderte gegnerischer Soldaten und schätzungsweise 1.500 Zivilisten. Die Stadt wird geplündert und zerstört.
- 1702: Im Großen Nordischen Krieg nimmt die russische Armee die am Abfluss der Newa aus dem Ladogasee gelegene Inselfestung Nöteborg ein. Die darin liegende schwedische Besatzung gibt nach zehntägiger Belagerung mit konstantem Beschuss und ohne Hoffnung auf Entsatz auf.

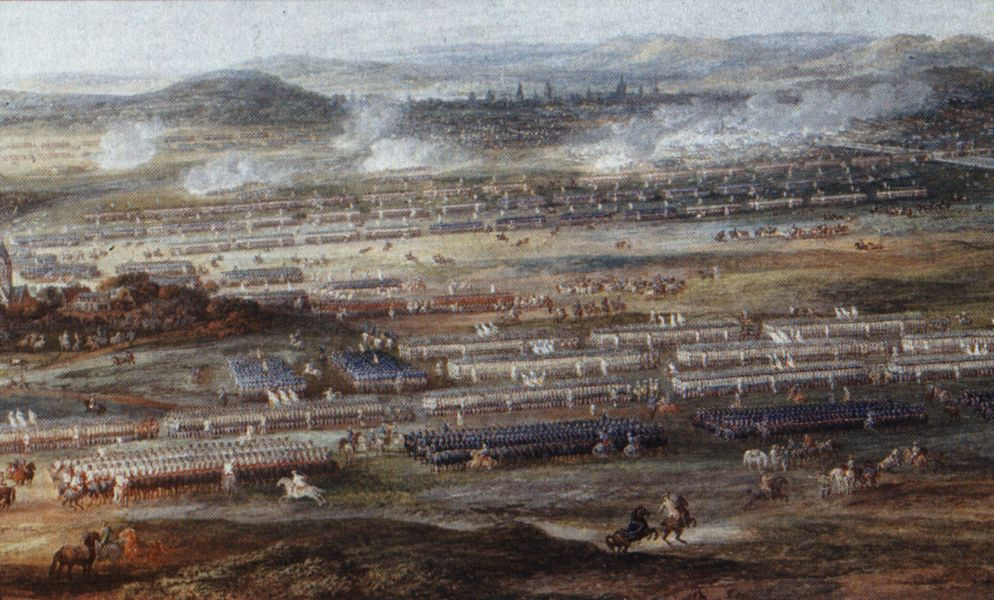
1746: Schlacht bei Roucoux

- 1746: In der Schlacht bei Roucoux während des Österreichischen Erbfolgekrieges besiegen die Franzosen unter Moritz von Sachsen die Pragmatische Armee aus Österreichern, Briten und Niederländern.

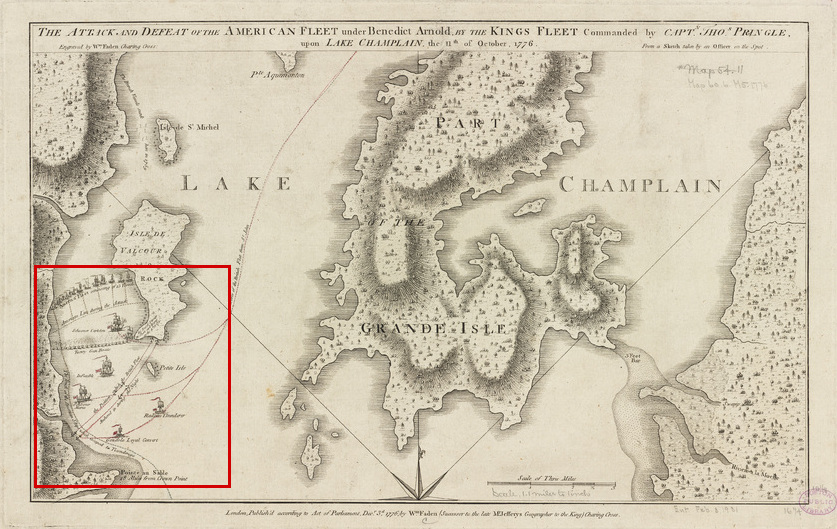
1776: Schlacht von Valcour

- 1776: Im Seegefecht bei Valcour Island während des Amerikanischen Unabhängigkeitskrieges vernichten die britischen Seestreitkräfte die meisten der Schiffe der US Navy, können die Niederlage im Saratoga-Feldzug aber nicht mehr verhindern.
- 1797: Im Ersten Koalitionskrieg kommt es vor der niederländischen Küste zur Seeschlacht bei Camperduin. Ein niederländisches Geschwader von sechzehn Linienschiffen wird von einem etwa gleich großen britischen Schiffsverband besiegt. Französische Invasionspläne in England erhalten dadurch einen Dämpfer.
- 1865: Auf Jamaika bricht unter der Führung von Paul Bogle der Morant-Bay-Aufstand aus. Der britische Gouverneur Edward John Eyre lässt ihn an den folgenden Tagen mit Mitteln niederschlagen, die in der Folge seine Abberufung auslösen.
- 1873: In der Seeschlacht vor Cartagena kämpft das Mittelmeergeschwader der republikanischen Zentralregierung Spaniens gegen die Flotte des aufständischen Kantons Cartagena.
- 1899: Nachdem ein Ultimatum Paul Krugers, des Präsidenten des Transvaal, und des Präsidenten des Oranje-Freistaates, Steyn, von den Briten abgelehnt worden ist, erfolgt die offizielle Kriegserklärung des Transvaal an Großbritannien. Tags darauf beginnt der Burenkrieg.
- 1916: In Reaktion auf antisemitische Propaganda, der zufolge sich Juden dem Waffendienst an der Front entzögen, ordnet der preußische Kriegsminister Adolf Wild von Hohenborn die sogenannte „Judenzählung“ an.
- 1931: Auf Initiative von Alfred Hugenberg wird die gegen die Weimarer Republik gerichtete antidemokratische Harzburger Front gegründet.

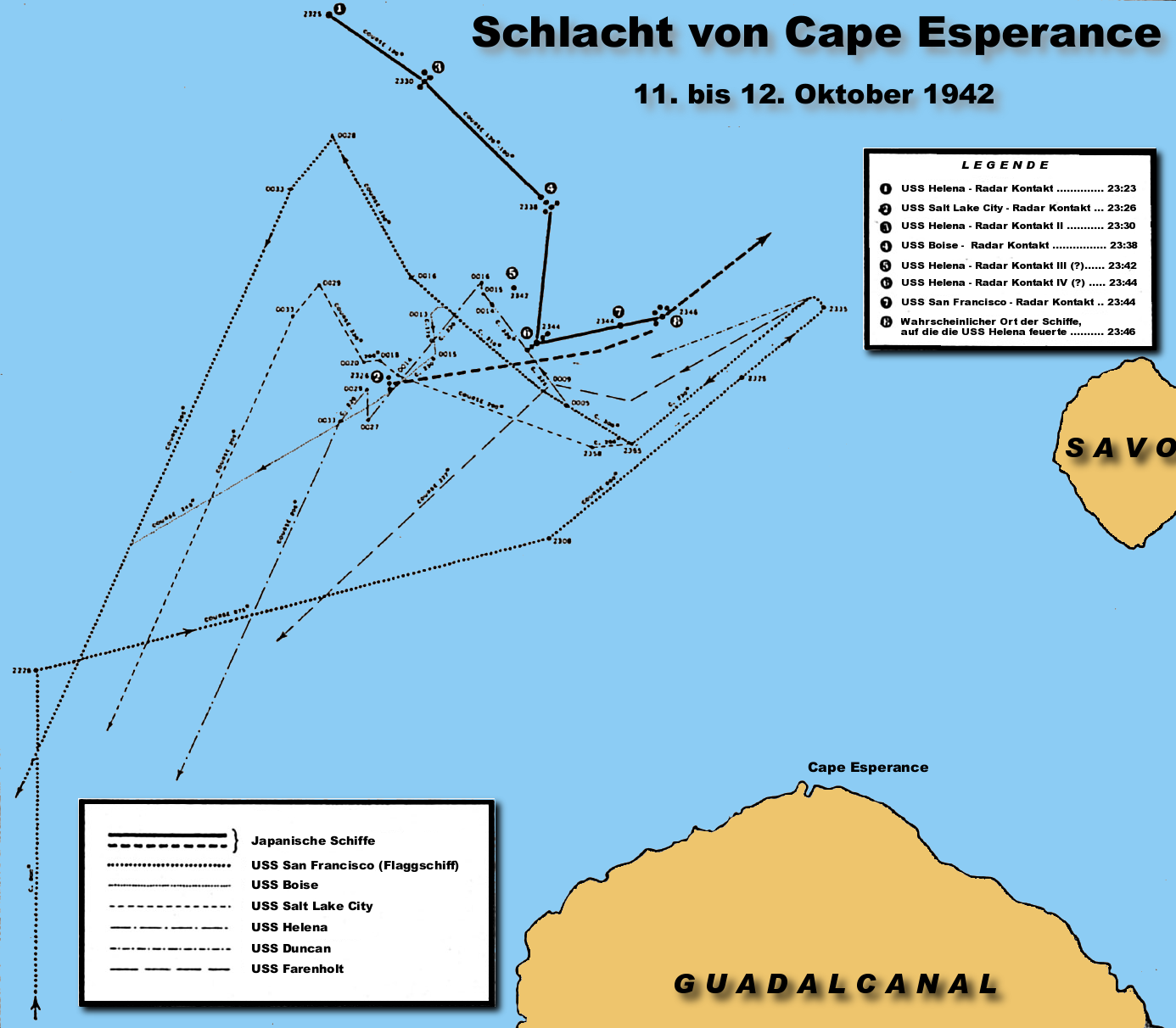
1942: Schlacht von Cape Esperance

- 1942: In der Nacht auf den 12. Oktober besiegen die Amerikaner die Japaner während des Zweiten Weltkriegs in der Schlacht von Cape Esperance.
- 1949: Wilhelm Pieck wird zum ersten (und einzigen) Präsidenten der DDR gewählt.
- 1949: In Bonn konstituiert sich die Bundespressekonferenz.
- 1954: Die Việt Minh übernehmen die Kontrolle über den Nordteil Vietnams und bilden die kommunistische Demokratische Republik Vietnam.
- 1956: Durch einen Beschluss des Bundestages darf das Kraftfahrt-Bundesamt in Flensburg-Mürwik ab 2. Januar 1958 das Verkehrszentralregister führen.
- 1963: Der 87-jährige Bundeskanzler Konrad Adenauer (CDU) überreicht in Bonn dem Bundespräsidenten Heinrich Lübke (CDU) seine Rücktrittserklärung.
- 1963: Im Fall Fritz Hanke wird das erste und für etwa zehn Jahre einzige bundesdeutsche Urteil in einem Prozess gegen einen Schützen der Nationalen Volksarmee (NVA) an der innerdeutschen Grenze gesprochen. Hanke wird wegen versuchten Totschlags zu einer Freiheitsstrafe von 15 Monaten verurteilt.
- 1976: Im Rahmen ihrer 200-Jahr-Feiern führen die Vereinigten Staaten in der Armee den höchsten Dienstgrad General of the Armies of the United States ein. Er wird postum an George Washington als Einzigem verliehen. Kein US-Offizier darf in Zukunft höherrangig als er sein.

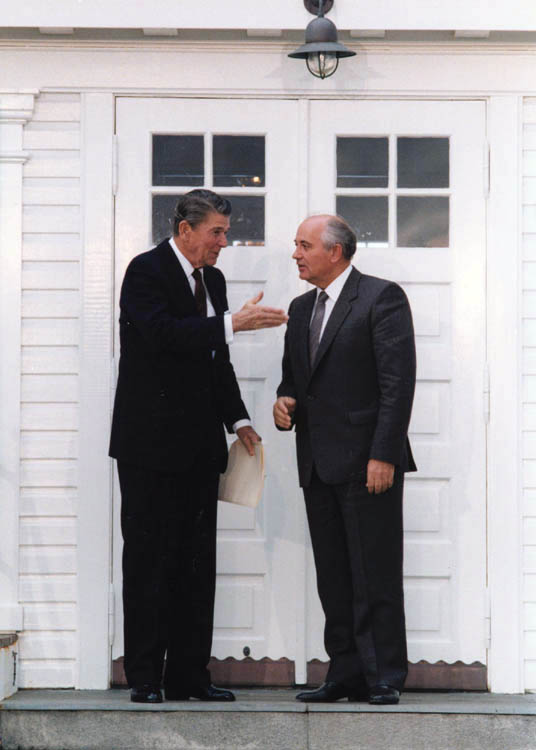
1986: Reagan und Gorbatschow in Reykjavík

- 1986: Ein zweitägiges Gipfeltreffen zwischen US-Präsident Ronald Reagan und dem sowjetischen Staatschef Michail Gorbatschow beginnt in Reykjavík. Es scheitert am nächsten Tag, weil die USA auf der Strategic Defense Initiative zum Aufbau eines Abwehrschirms gegen Interkontinentalraketen beharren.
- 1987: Uwe Barschel, der frühere Ministerpräsident von Schleswig-Holstein, wird in einem Hotelzimmer in Genf von zwei Journalisten tot aufgefunden. Die Todesumstände harren einer endgültigen Aufklärung. Zuvor hatte die Barschel-Affäre Schlagzeilen gemacht.
- 1994: Der zweite Senat des Bundesverfassungsgerichts erklärt den Kohlepfennig für verfassungswidrig.
- 1998: Bei der Verleihung des Friedenspreises des Deutschen Buchhandels löst Preisträger Martin Walser mit seiner Rede in der Frankfurter Paulskirche die Walser-Bubis-Kontroverse aus.
- 2002: 14 deutsche und tschechische Städte und Gemeinden gründen in der westböhmischen Stadt Aš die Vereinigung Freunde im Herzen Europas.

### Wirtschaft
- 1811: Das Dampfschiff Juliana des US-amerikanischen Erfinders John Stevens beginnt mit dem Fährverkehr zwischen New York City und Hoboken (New Jersey). Es ist der weltweite erste Einsatz eines Dampfschiffs als Fähre.
- 1837: In Schweden wird der über 91 km Binnenschifffahrt ermöglichende Säfflekanal von König Karl XIV. Johann eingeweiht.
- 1935: Angesichts der angespannten Wirtschaftslage und des Schiffsalters beginnt im nordostenglischen Jarrow mit dem Ausbau der Inneneinrichtung das Abwracken der Olympic. Das Schwesterschiff der Titanic ist das einzige Schiff der nach ihr benannten Olympic-Klasse, das nicht einem Unglück zum Opfer gefallen ist.
- 2008: Anlässlich der Jahrestagung des Internationalen Währungsfonds (IWF) stellen sich laut Direktor Dominique Strauss-Kahn alle 185 Mitgliedsländer demonstrativ hinter den Aktionsplan der sieben führenden Industriestaaten (G-7) zur Entschärfung der eskalierenden Finanzkrise.

### Wissenschaft und Technik
- 1745: Der Domdechant Ewald Georg von Kleist entdeckt das Prinzip der Leidener Flasche. Im Jahr darauf stößt auch Pieter van Musschenbroek in Leiden auf den Effekt ausgelöster Stromschläge.
- 1852: Die Universität Sydney nimmt den Lehrbetrieb auf. Sie ist die älteste Hochschule auf dem Fünften Kontinent.
- 1899: Kaiser Wilhelm II. verleiht den preußischen Technischen Hochschulen das Promotionsrecht (Dr.-Ing.).

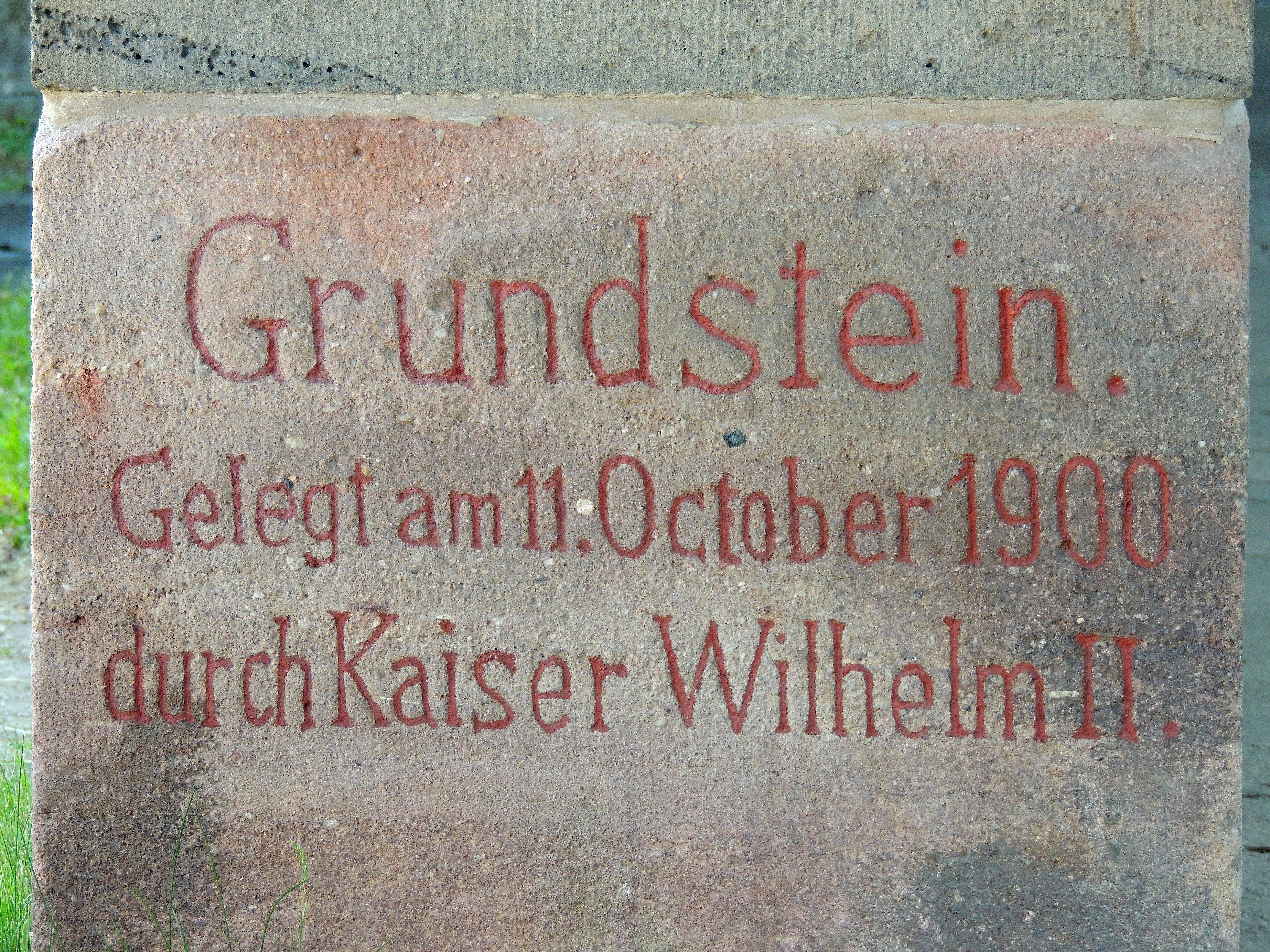
1900: Saalburg-Grundstein

- 1900: Der Grundstein zur Rekonstruktion des Römerkastells Saalburg wird gelegt.
- 1940: Mit seinem Segelflugzeug vom Typ Kranich D-11 erreicht der deutsche Pilot Erich Klöckner eine Höhe von 11.460 Metern und stellt somit einen neuen Höhenrekord für Segelflugzeuge auf.
- 1958: Die NASA startet mit Pioneer 1 die erste unbemannte Mondsonde, wobei die Sonde allerdings die Erdanziehungskraft nicht überwinden kann.
- 1968: Mit Apollo 7 wird der erste bemannte Flug eines Apollo-Raumschiffs durchgeführt. An Bord befinden sich die Astronauten Walter Schirra, Donn Eisele und Walter Cunningham.
- 1968: In Hamburg wird das nuklear angetriebene Forschungsschiff Otto Hahn in Dienst gestellt.
- 1984: Die Raumfahrerin Kathryn Dwyer Sullivan unternimmt als erste US-Amerikanerin im Rahmen der Space-Shuttle-Mission STS-41-G einen Weltraumausstieg.

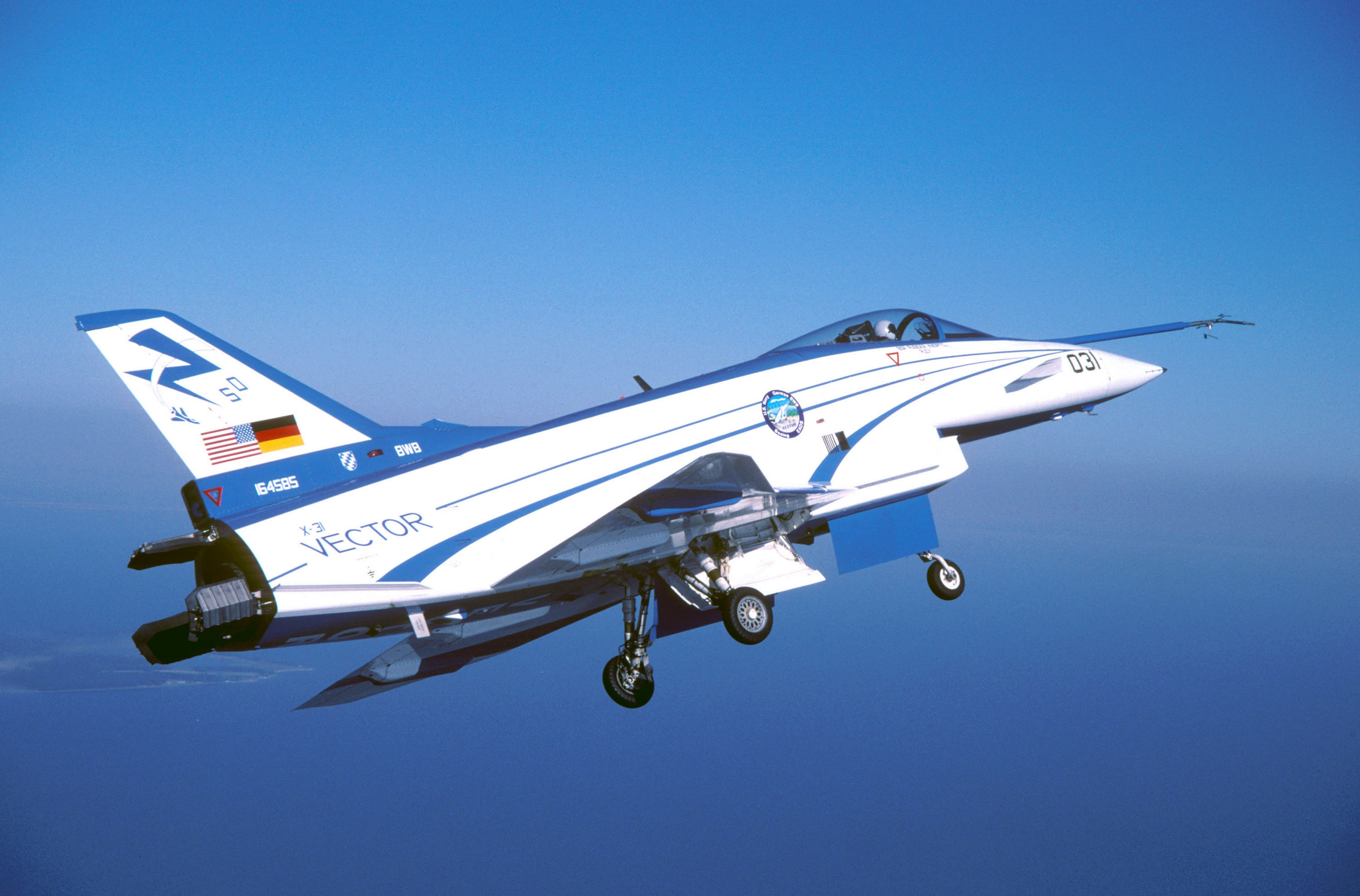
1990: Rockwell-MBB X-31

- 1990: Das Experimentalflugzeug X-31 zur praktischen Erprobung der Schubvektorsteuerung absolviert seinen Erstflug.
- 2000: Die Raumfähre Discovery startet vom Kennedy Space Center aus zu Flug STS-92, der hundertsten Mission eines Space Shuttle.
- 2018: Nach dem Ausfall der zweiten Stufe der Trägerrakete in den ersten Flugminuten erreicht die Sojus MS-10 nicht den Orbit und muss notlanden. Die beiden Besatzungsmitglieder Nick Hague und Alexei Owtschinin bleiben unversehrt.

Raumfahrt-Ereignisse
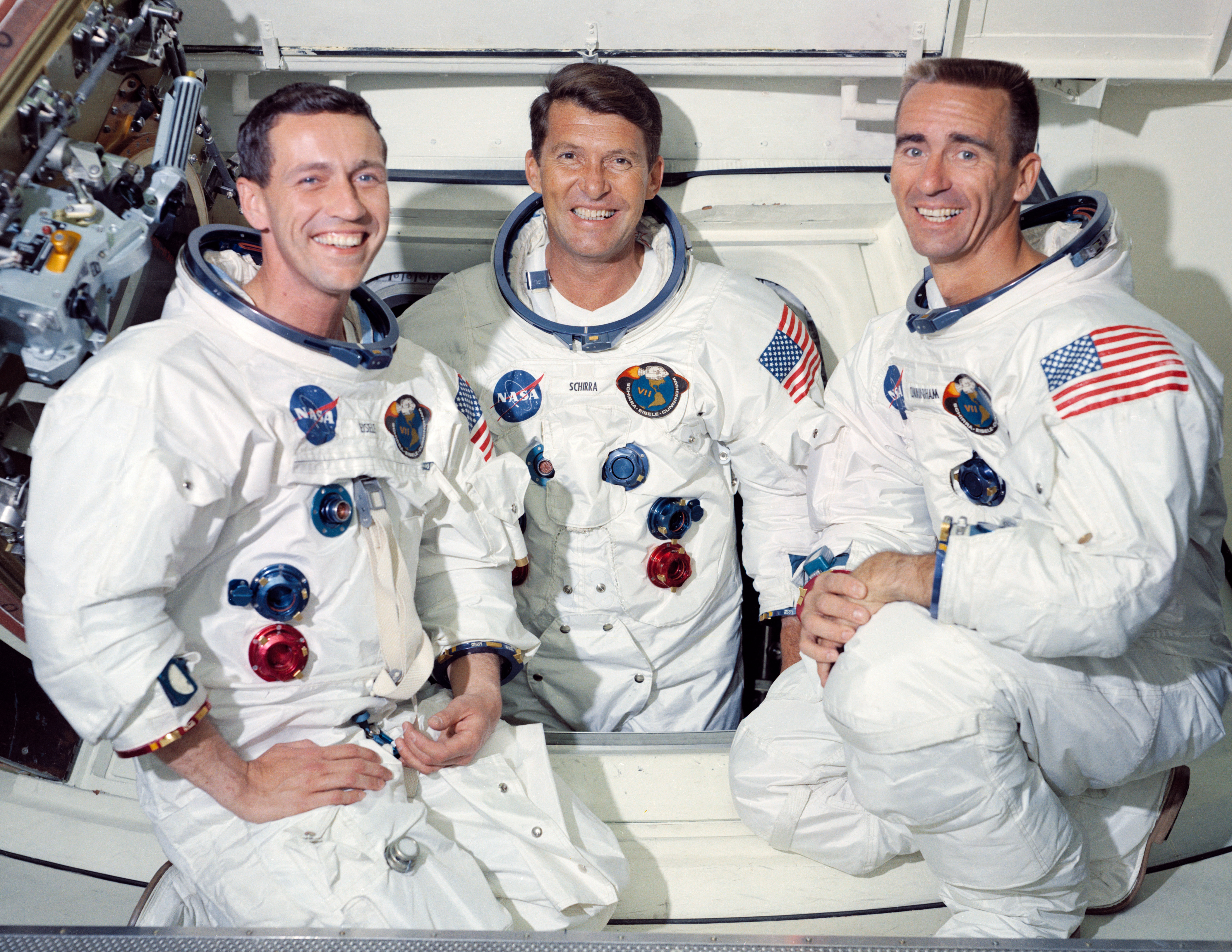
1968: Die Mannschaft von Apollo 7
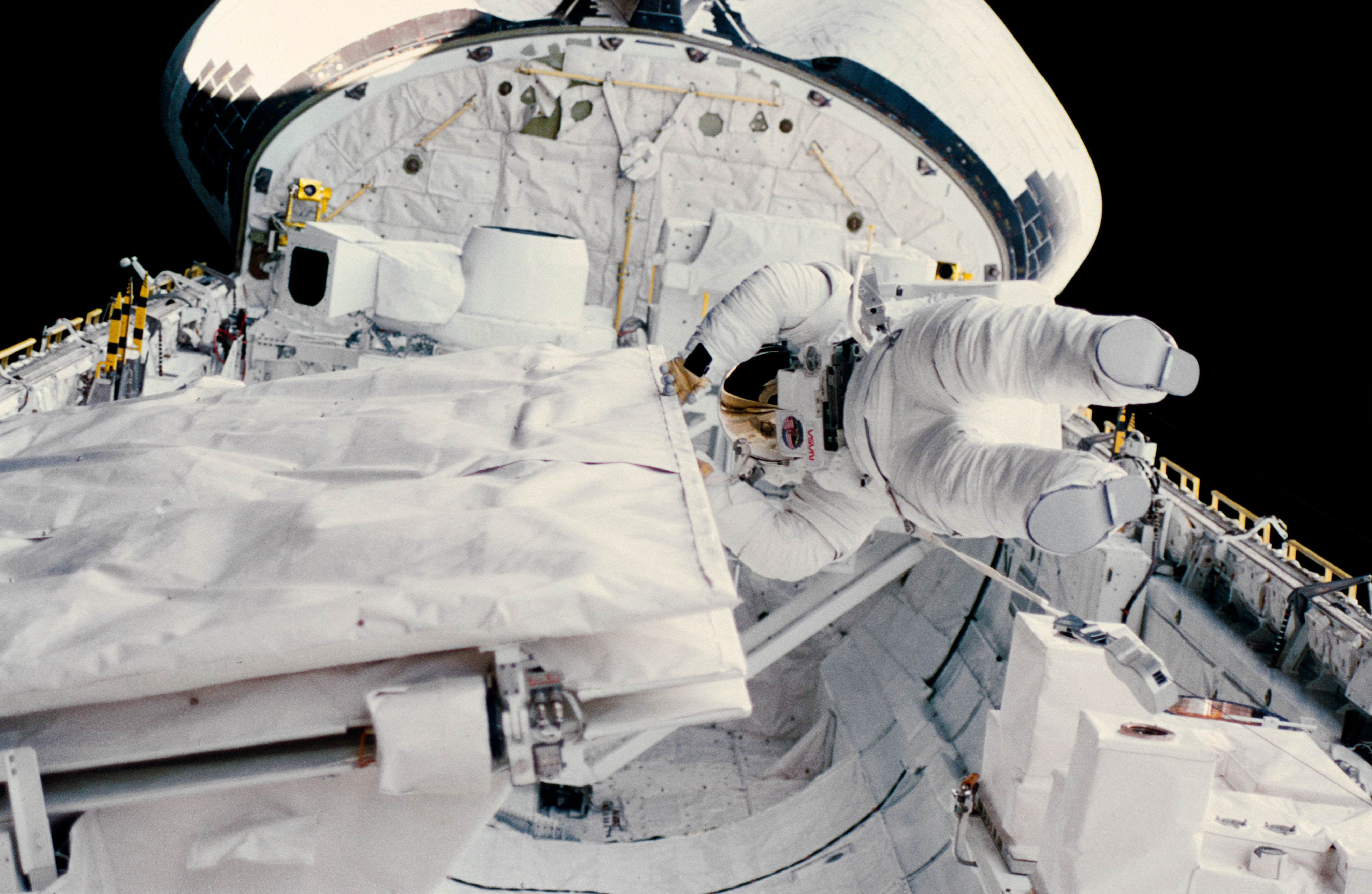
1984: Kathryn Dwyer Sullivan bei Außenarbeiten
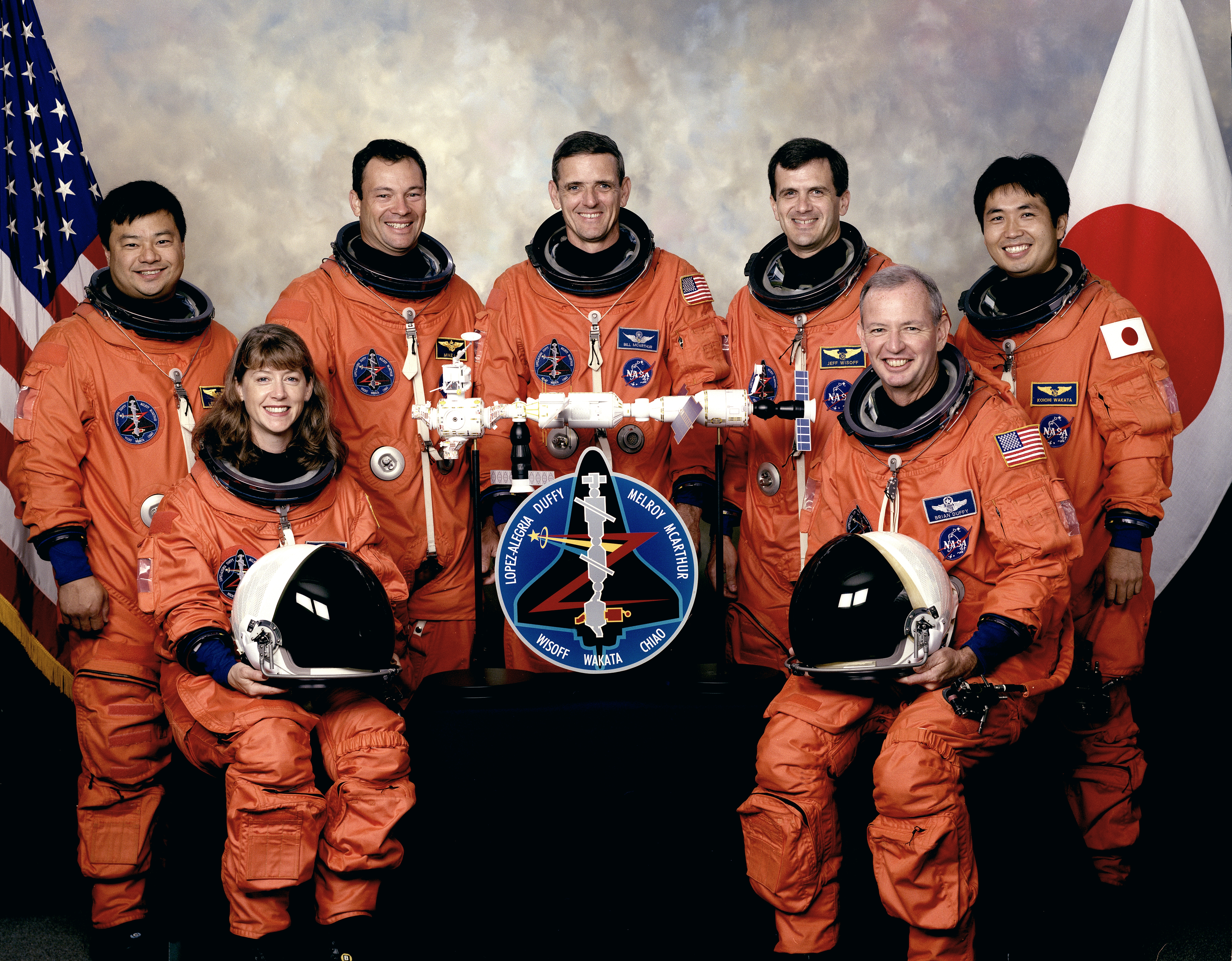
2000: Die Mannschaft der Mission STS-92
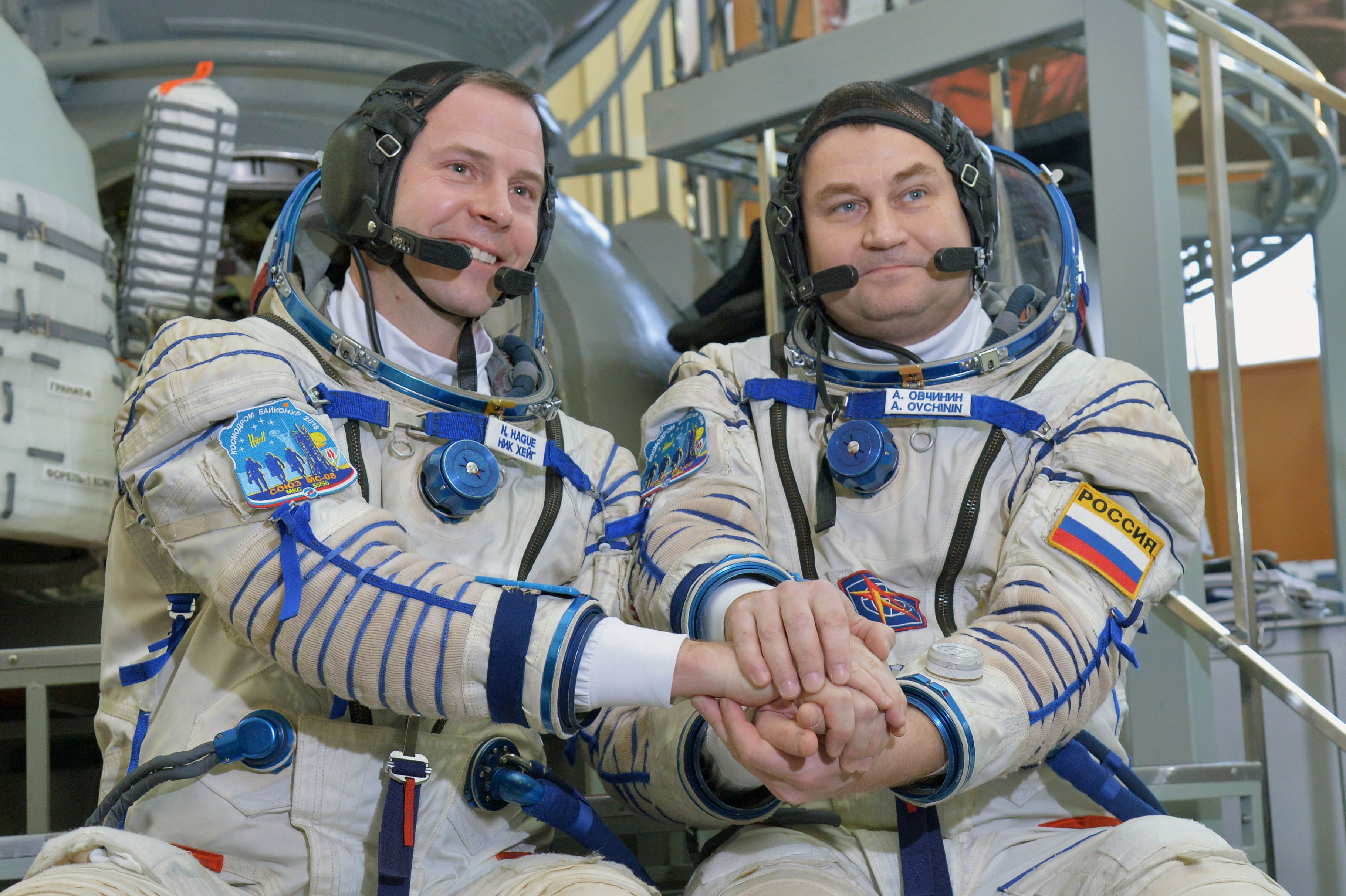
2018: Die Mannschaft von Sojus MS-10

### Kultur
- 1727: Zur Krönung von Georg II. werden in der Westminster Abbey Georg Friedrich Händels Coronation Anthems uraufgeführt.
- 1874: Die Uraufführung der komischen Oper Der Widerspenstigen Zähmung von Hermann Goetz findet in Mannheim statt.
- 1901: Der Marquis von Keith, ein Schauspiel in fünf Akten von Frank Wedekind, wird im Berliner Residenztheater uraufgeführt.
- 1912: Die Operette Der Zigeunerprimas des Komponisten Emmerich Kálmán und der Librettisten Fritz Grünbaum und Julius Wilhelm hat ihre Uraufführung am Johann Strauß-Theater in Wien.
- 1913: Die Uraufführung der Operette Die ideale Gattin von Franz Lehár findet am Theater an der Wien in Wien statt.
- 1941: Die Uraufführung der Oper Die Hexe von Passau von Ottmar Gerster findet in Düsseldorf statt.
- 1944: Mit Otto Premingers Kriminalfilm Laura wird in New York ein Meisterwerk des „Film noir“ uraufgeführt.
- 1947: Die 6. Sinfonie von Sergei Sergejewitsch Prokofjew erlebt in Leningrad ihre Uraufführung. Der Komponist versteht sein Werk als tragisches Pendant zu seiner heroisch-patriotischen 5. Sinfonie.
- 1964: Heinar Kipphardts Schauspiel In der Sache J. Robert Oppenheimer wird in der Theaterfassung an der Freien Volksbühne in Berlin (Regie: Erwin Piscator) und an den Münchner Kammerspielen (Regie: Paul Verhoeven) uraufgeführt.
- 1968: In Dänemark läuft der erste Teil der Olsenbande in den Kinos an.
- 1971: Die Single Imagine von John Lennon wird veröffentlicht.
- 1975: Der US-Fernsehsender NBC strahlt die erste Folge der Comedy-Serie Saturday Night Live aus.
- 1980: Die Oper Der Traumgörge von Alexander von Zemlinsky wird 38 Jahre nach dem Tod des Komponisten in Nürnberg uraufgeführt.

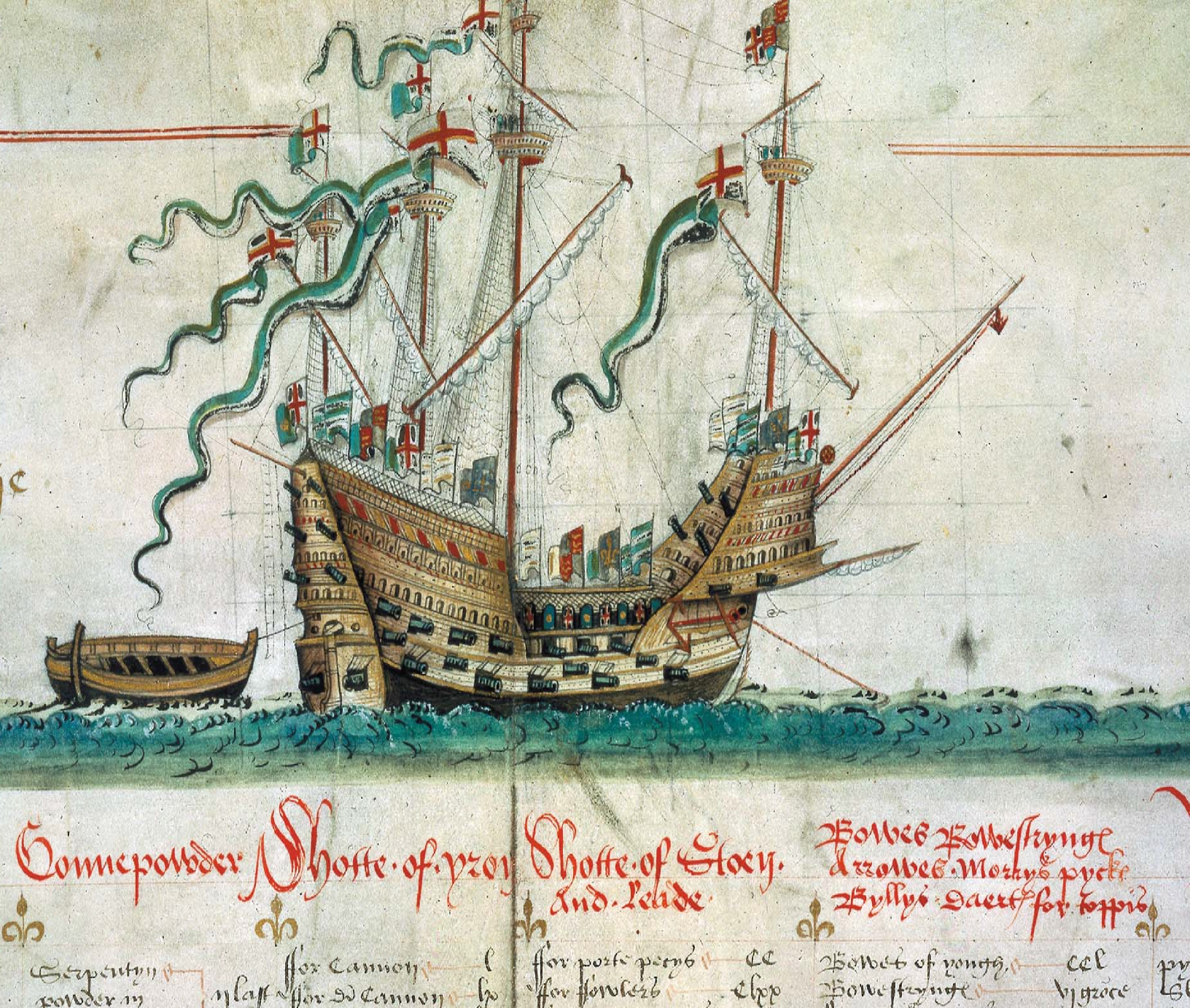
Die Mary Rose in der Anthony Roll (1546)

- 1982: Die geborgenen Teile des im Jahr 1545 im Meeresarm Solent gesunkenen englischen Kriegsschiffs Mary Rose treffen in Portsmouth ein. Das Wrack wird dort konserviert und später ausgestellt.

### Religion
- 1954: Mit der Enzyklika Ad caeli reginam führt Papst Pius XII. den Gedenktag Maria, Königin des Himmels ein. Die römisch-katholische Kirche begeht das Fest seit 1969 jährlich am 22. August.
- 1962: Papst Johannes XXIII. eröffnet das Zweite Vatikanische Konzil, zu dem er auch Beobachter von 18 nichtkatholischen Kirchen eingeladen hat.
- 1998: Papst Johannes Paul II. spricht die im KZ Auschwitz-Birkenau wegen ihrer jüdischen Herkunft getötete Ordensschwester Edith Stein heilig.

### Katastrophen

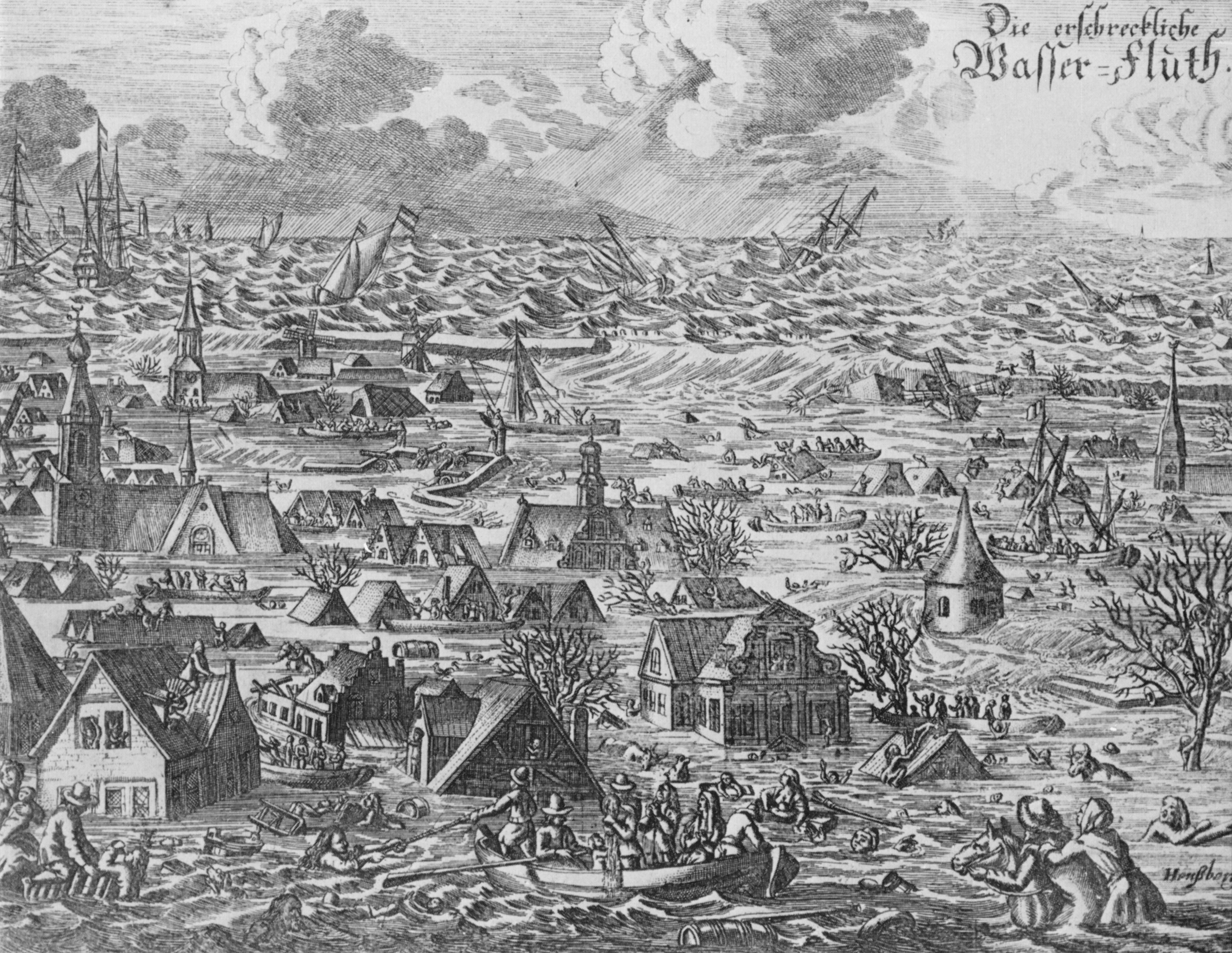
1634: Burchardiflut

- 1634: Die größte Insel des Wattenmeeres, Strand, geht in der Nacht zum 12. Oktober in einem Orkan bzw. der nachfolgenden Sturmflut unter. Die sogenannte Burchardiflut fordert etwa 10.000 Menschenleben, wobei von den 8.600 Bewohnern von Alt-Nordstrand ungefähr 6.400 ums Leben kommen. Geschätzte 50.000 Stück Vieh sterben. Die Naturkatastrophe schafft den heutigen Küstenverlauf.

Kleinere Unglücksfälle sind in den Unterartikeln von Katastrophe und in der Liste von Katastrophen aufgeführt.

### Sport
- 1958: In Bonn gründet Ursula Bruns mit mehreren Gleichgesinnten den Deutschen Pony-Club, der später in Islandpferde-Reiter- und Züchterverband umbenannt wird. Der Verein bezweckt insbesondere das Freizeitreiten von Islandpferden.

Einträge von Leichtathletik-Weltrekorden befinden sich unter der jeweiligen Disziplin unter Leichtathletik.

## Geboren

### Vor dem 17. Jahrhundert
- 1523: Eleonore von Fürstenberg, Gräfin von Hanau-Lichtenberg
- 1535: Eberhard, Graf zu Hohenlohe-Waldenburg
- 1583: Henri de Luxembourg, duc de Piney, französischer Adeliger
- 1585: Johann Heermann, deutscher Kirchenlieddichter
- 1590: William Pynchon, stellvertretender Finanzverantwortlicher der Massachusetts Bay Colony
- 1599: Abraham de Fabert, französischer Heerführer und Militäringenieur

### 17. und 18. Jahrhundert

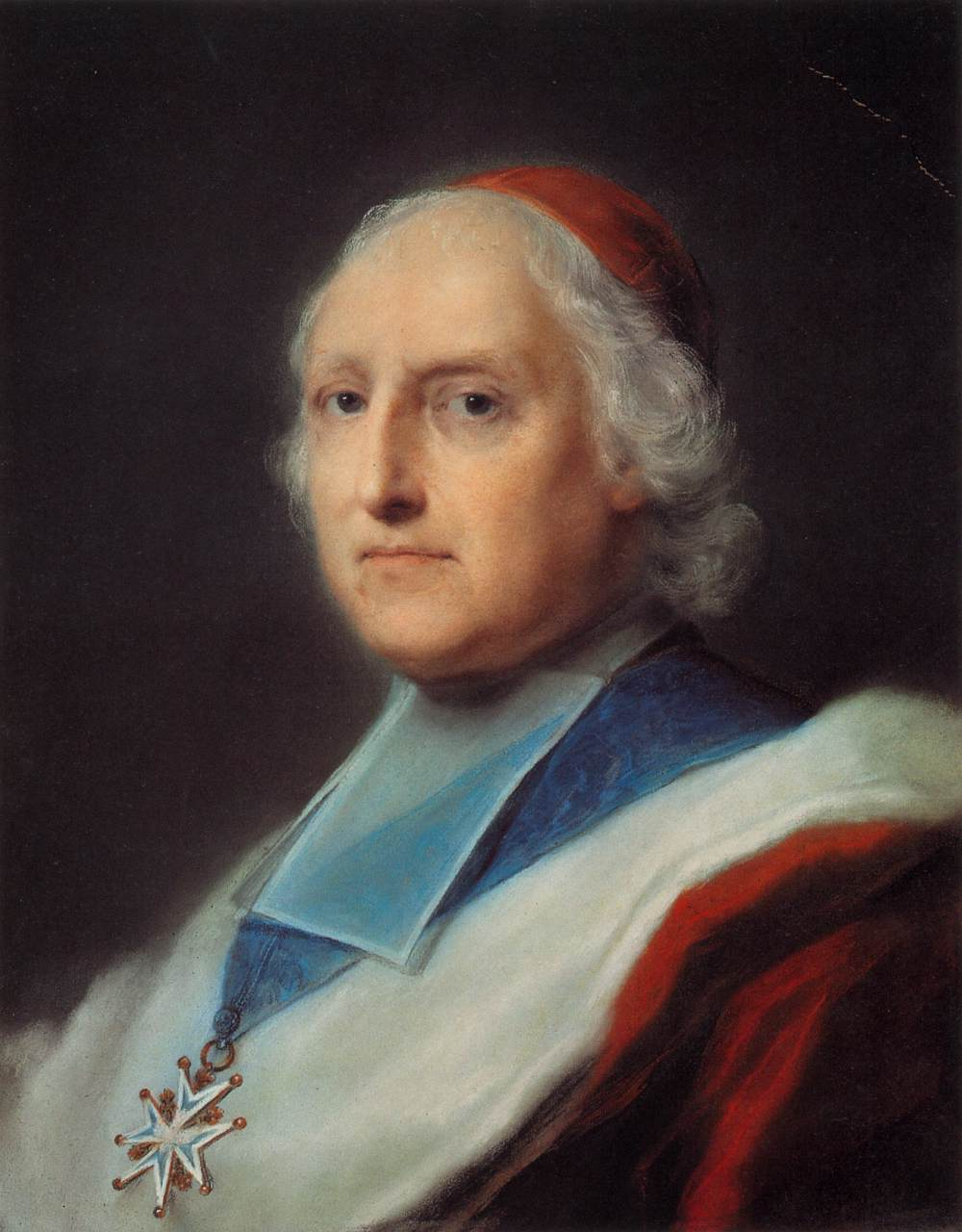
Melchior de Polignac (* 1661)
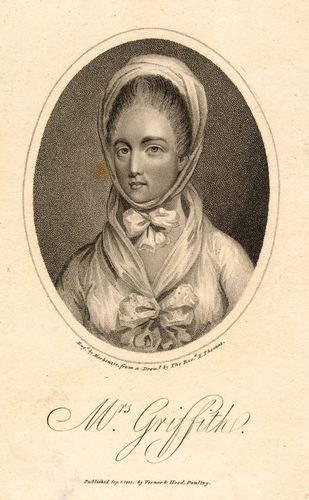
Elizabeth Griffith (* 1727)
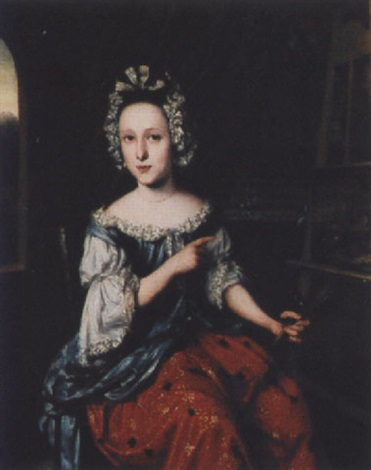
Cornelia de Rijck (* 1753)
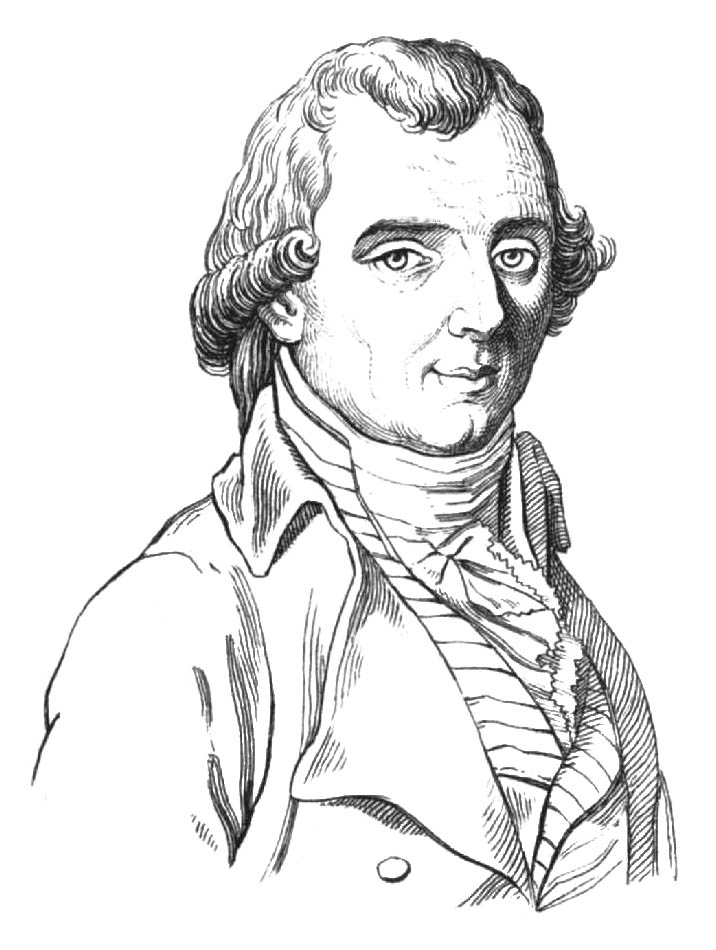
Heinrich Wilhelm Olbers (* 1758)

- 1610: Johann Georg von Rechenberg, sächsischer Oberhofmarschall und Oberkammerherr
- 1629: Adolf Johann I., schwedischer Reichsmarschall, Herzog von Stegeborg und Pfalz-Kleeburg
- 1629: Armand de Bourbon, Fürst von Conti
- 1640: Ludwig Heinrich, Pfalzgraf und Herzog von Simmern-Kaiserslautern
- 1641: Hans Rudolf Tschudi, Schweizer Pfarrer, Wartau, Kanton St. Gallen
- 1643: Heinrich Meurer, Bürgermeister von Hamburg
- 1644: Johann Heinrich Sprögel, deutscher evangelisch-lutherischer Theologe
- 1653ː Cornelia de Rijck, niederländische Malerin
- 1661: Melchior de Polignac, französischer Kardinal, Diplomat und Dichter
- 1668: Lambert Friedrich Corfey, deutscher Architekt und Militäringenieur
- 1668: Louis III. de Bourbon, Fürst von Condé, Gouverneur von Burgund und Bresse
- 1688: Adolf Gideon Bartholdi, deutscher Pädagoge
- 1693: Friedrich Carl zu Stolberg-Gedern, Regent der Herrschaft Gedern
- 1724: Christian Friedrich Voß, deutscher Verleger
- 1727: Elizabeth Griffith, irische Schriftstellerin und Schauspielerin
- 1730: James McLene, US-amerikanischer Politiker, Mitglied des Kontinentalkongresses
- 1732: Heinrich Friedrich Innocentius Apel, sächsischer Jurist und Politiker
- 1732: Raphaël Bienvenu Sabatier, französischer Mediziner
- 1738: Josep de Boltas, Bischof von Urgell und Cofürst von Andorra
- 1738: Arthur Phillip, britischer Gouverneur von New South Wales
- 1740: Friedrich Ernst Constantin von Arnold, deutscher Landrat und Gutsbesitzer
- 1741: Alberto Fortis, italienischer Gelehrter
- 1751: Jean-Henri Voulland, französischer Politiker, Präsident des Nationalkonvents
- 1755: Fausto Elhuyar, spanischer Chemiker
- 1758: Heinrich Wilhelm Olbers, deutscher Arzt und Astronom
- 1764: Prentiss Mellen, US-amerikanischer Jurist und Politiker, Senator
- 1766: Georg Reinbeck, deutscher Schriftsteller, Germanist und Pädagoge
- 1766: Poul Poulsen Nolsøe, färöischer Nationalheld
- 1768: Jean-Édouard Adam, französischer Chemiker und Physiker
- 1770: Bernhard von Keeß, österreichischer Offizier

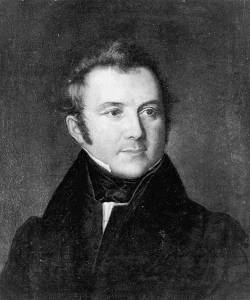
Peter von Nobile (* 1774)
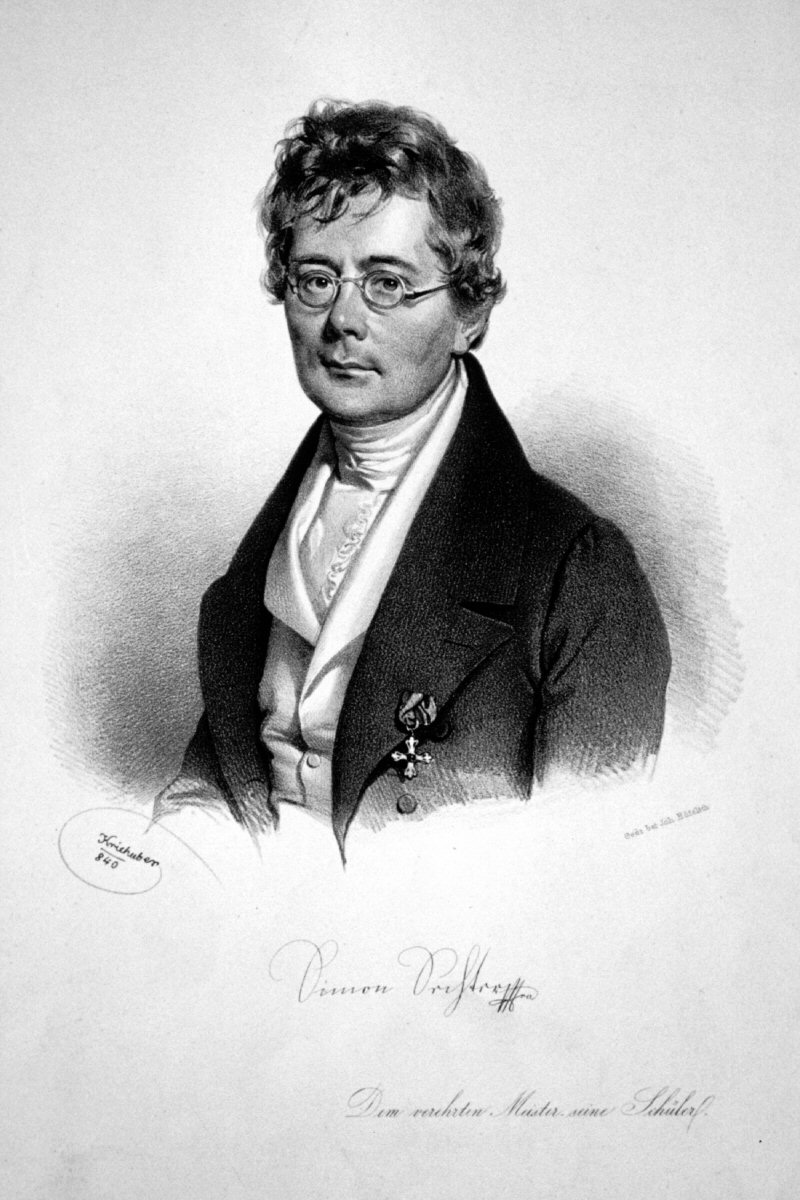
Simon Sechter (* 1788)
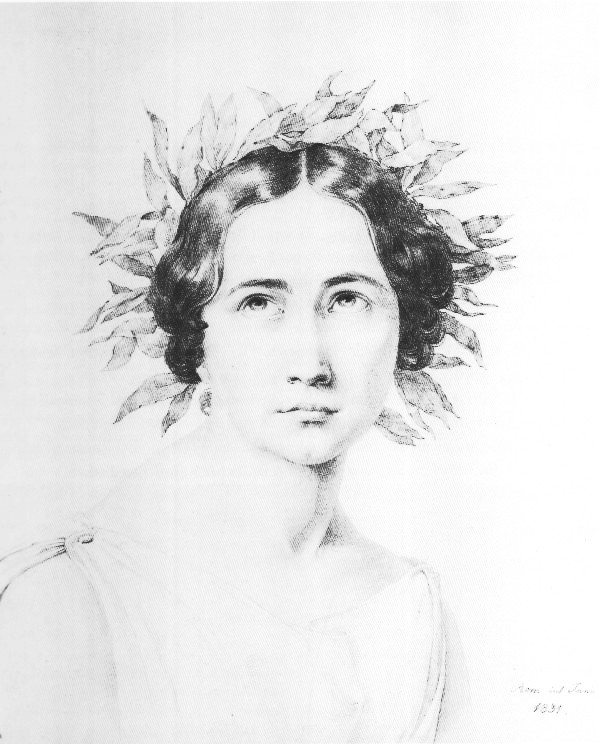
Emilie Linder (* 1797)

- 1771: Ludwig Heinrich Wilhelm von Arnim, deutscher Verwaltungsbeamter, Rittergutsbesitzer und Parlamentarier
- 1774: Peter von Nobile, österreichischer Architekt
- 1786: Stevenson Archer, US-amerikanischer Jurist und Politiker, Mitglied des Repräsentantenhauses
- 1788: Simon Sechter, österreichischer Musiktheoretiker, Musikpädagoge und Organist, Dirigent und Komponist
- 1791: Carl Bertelsmann, deutscher Drucker und Verleger
- 1796: August Wilhelm Julius Ahlborn, deutscher Landschaftsmaler
- 1797: Emilie Linder, Schweizer Malerin und Mäzenin
- 1798: Ida Arenhold, Mitbegründerin und erste Vorsteherin des Krankenhauses Friederikenstift in Hannover
- 1799: Paula Montal Fornés, spanische Ordensgründerin
- 1799: Johann Kaspar Mörikofer, Schweizer Geistlicher und Gelehrter

### 19. Jahrhundert

#### 1801–1850

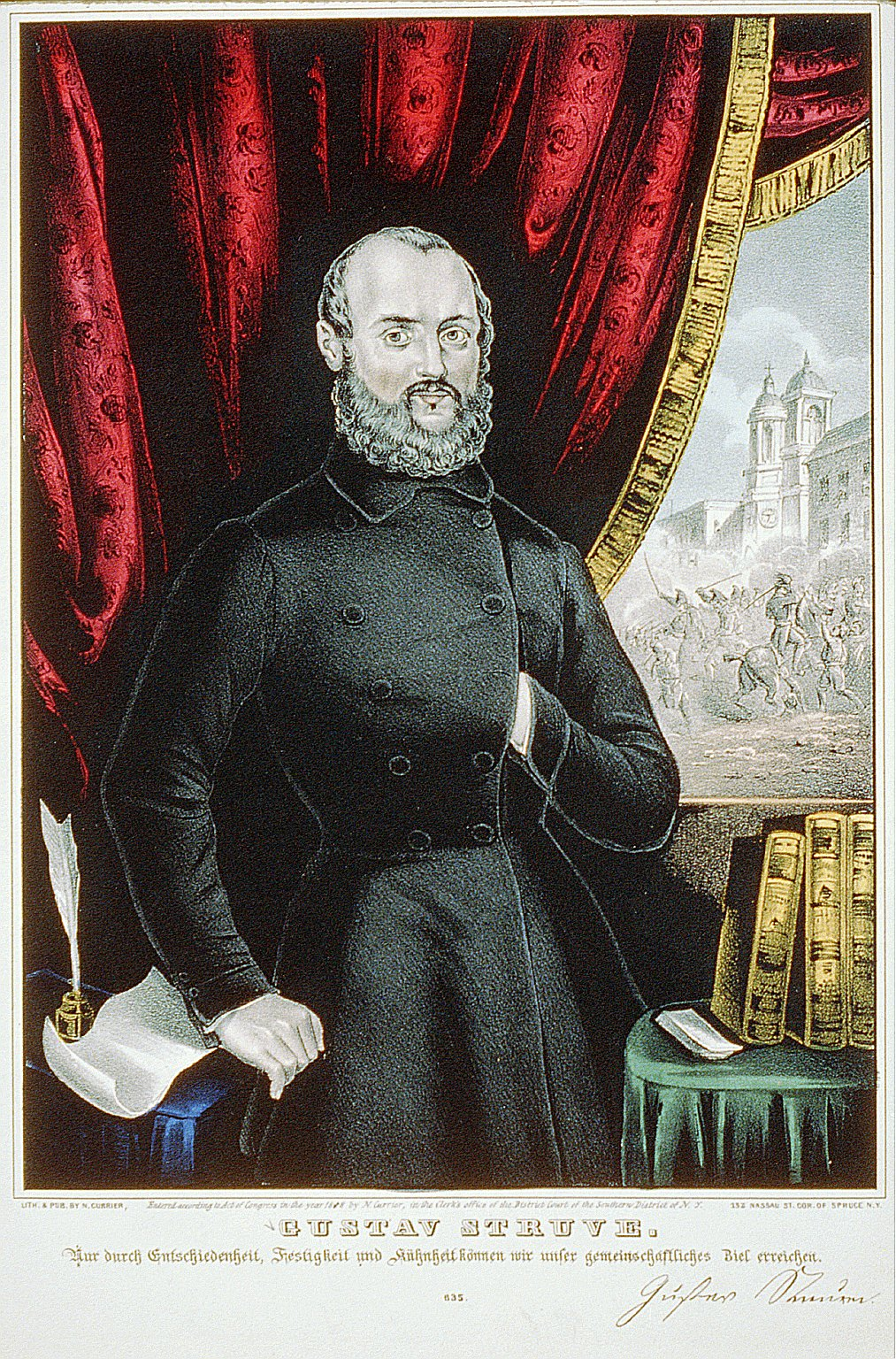
Gustav Struve (* 1805)
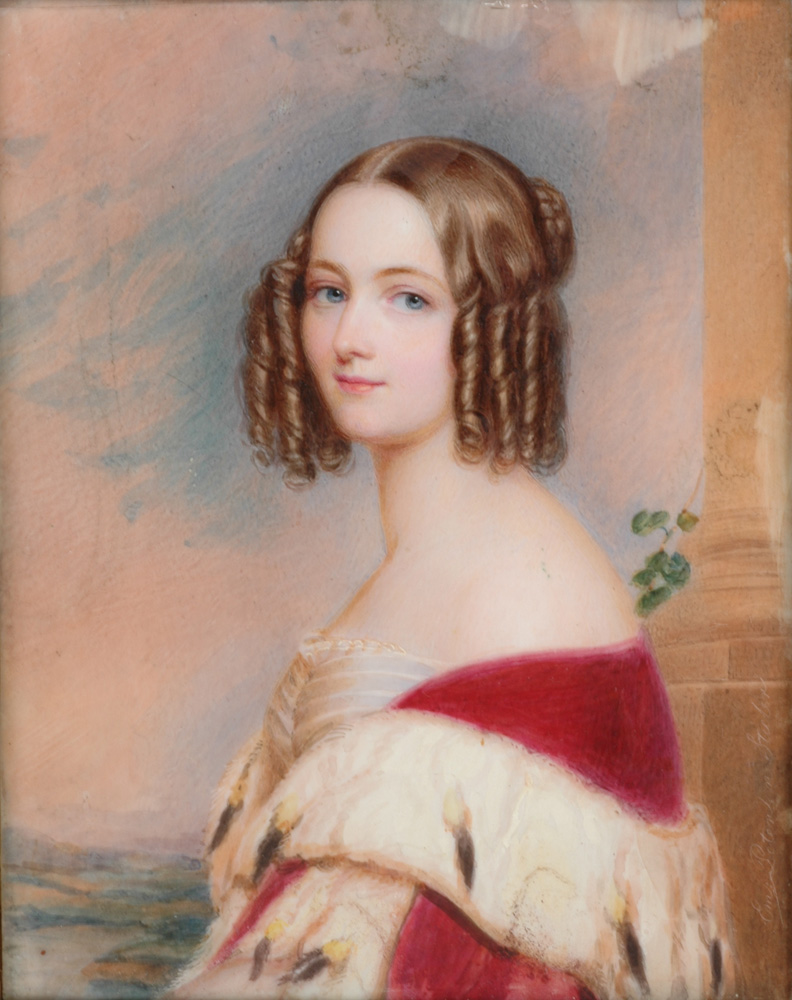
Marie Amalie von Baden (* 1817)
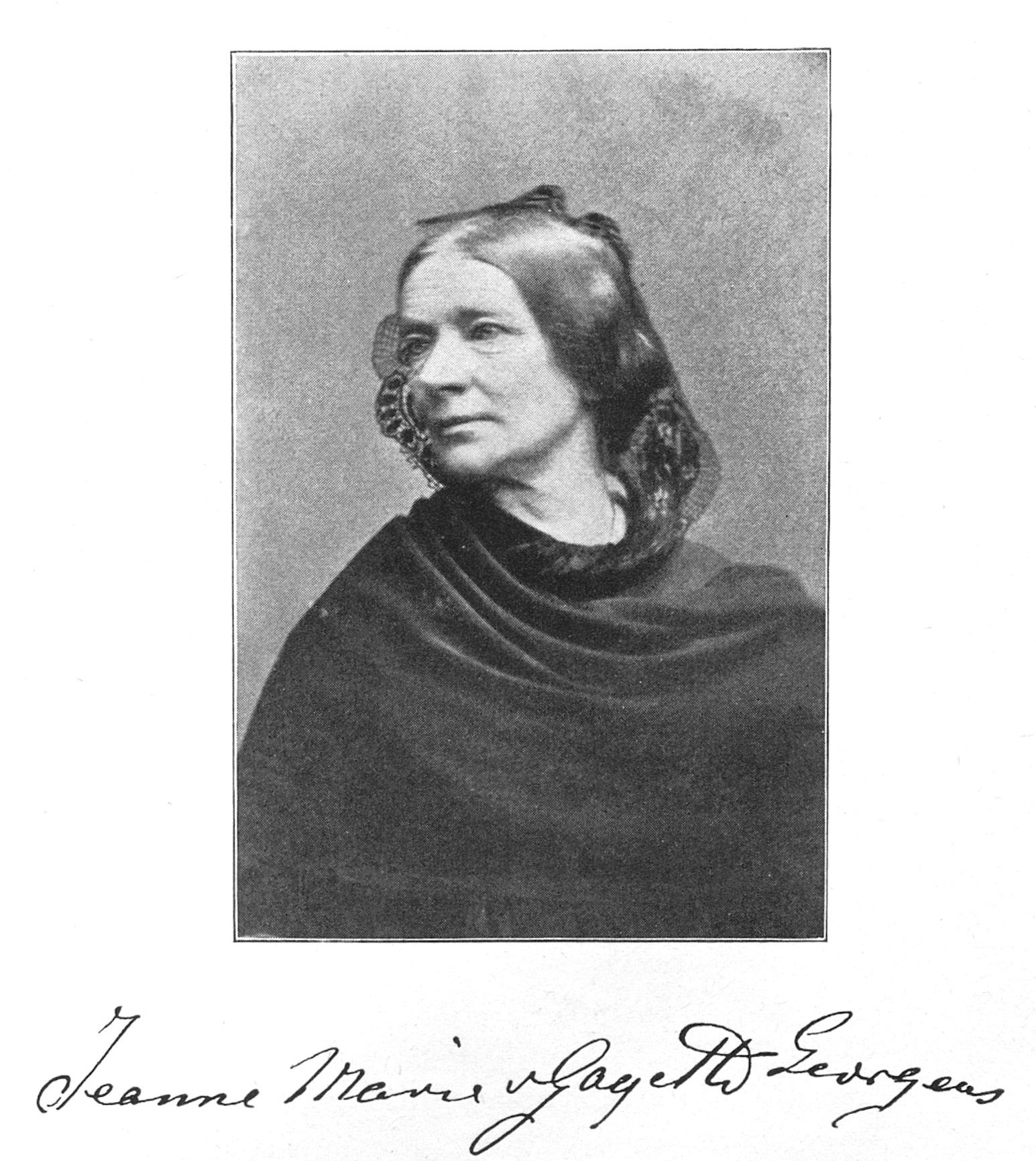
Jeanne Marie von Gayette-Georgens (* 1817)

- 1805: Gustav Struve, deutscher Politiker, Rechtsanwalt, Publizist und radikaldemokratischer Revolutionär
- 1806: Alexander I., serbischer Fürst
- 1810: Anton Zwengauer, deutscher Maler
- 1817: Marie Amalie von Baden, badische Prinzessin und Duchess of Hamilton
- 1817: Helena Faucit, englische Schauspielerin
- 1817ː Jeanne Marie von Gayette-Georgens, preußische Schriftstellerin und Pädagogin
- 1821: George Williams, britischer Gründer des Christlichen Vereins Junger Menschen (CVJM)
- 1825: Maria Firmina dos Reis, brasilianische Dichterin und Journalistin
- 1825: Conrad Ferdinand Meyer, Schweizer Dichter des Realismus
- 1827: Asaf Jah V., Fürst von Hyderabad
- 1828: August von Amelunxen, preußischer Generalleutnant
- 1833: Friedrich von Hassel, preußischer Generalleutnant
- 1835: Ernst Sars, norwegischer Historiker
- 1836: Wilhelm von Borries, deutscher Jurist, preußischer Verwaltungsbeamter und Rittergutsbesitzer
- 1839: Jeanne Merkus, niederländische Abenteurerin
- 1840: Roberto Stagno, italienischer Operntenor
- 1841: Friedrich Hegar, Schweizer Komponist und Dirigent
- 1844: Henry John Heinz, US-amerikanischer Geschäftsmann und Erfinder
- 1845: Reinhold Kraetke, deutscher Staatssekretär des Reichspostamtes
- 1846: Carlos Pellegrini, argentinischer Präsident
- 1848: Jakob Amsler, Schweizer Jurist und Politiker
- 1849: William Knox D’Arcy, britischer Unternehmer
- 1849: Carl Wolff, Siebenbürger Volkswirtschaftler, Journalist und Politiker
- 1850: Jaro Pawel, österreichischer Turnpädagoge und Germanist

#### 1851–1900

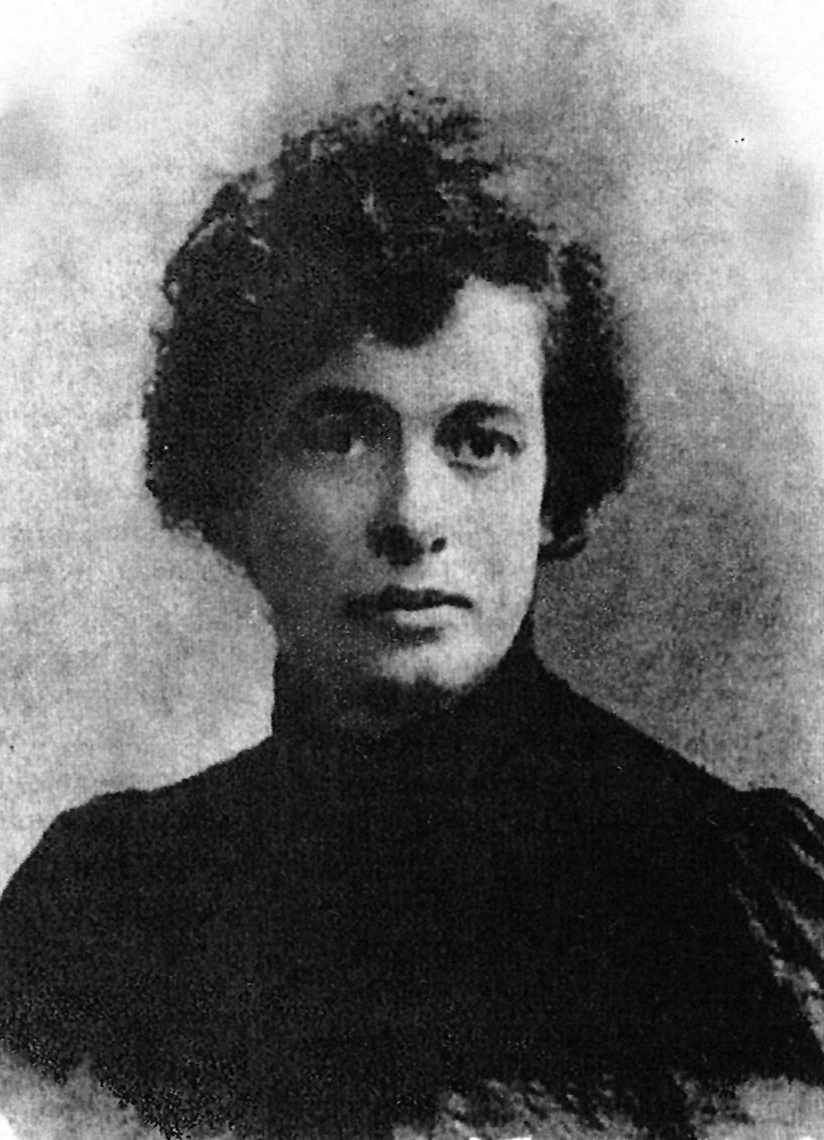
Adela Zamudio (* 1854)
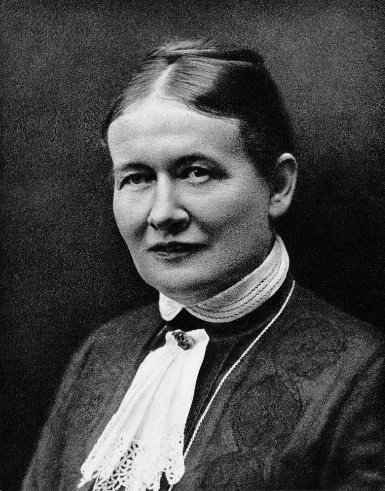
Emma Graf (* 1865)
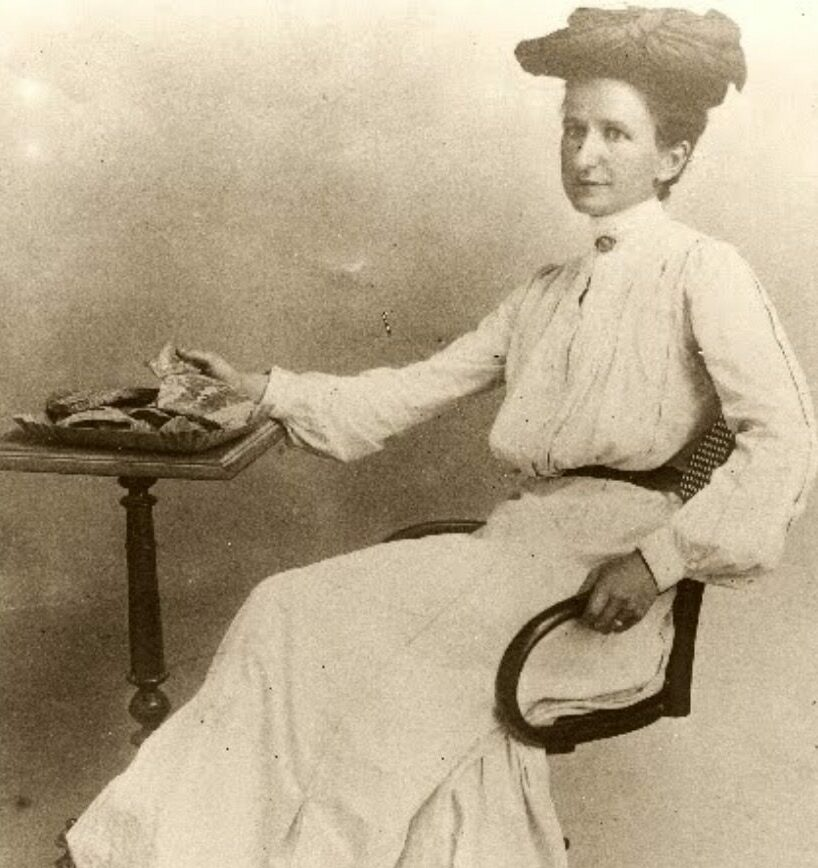
Harriet Boyd-Hawes (* 1871)
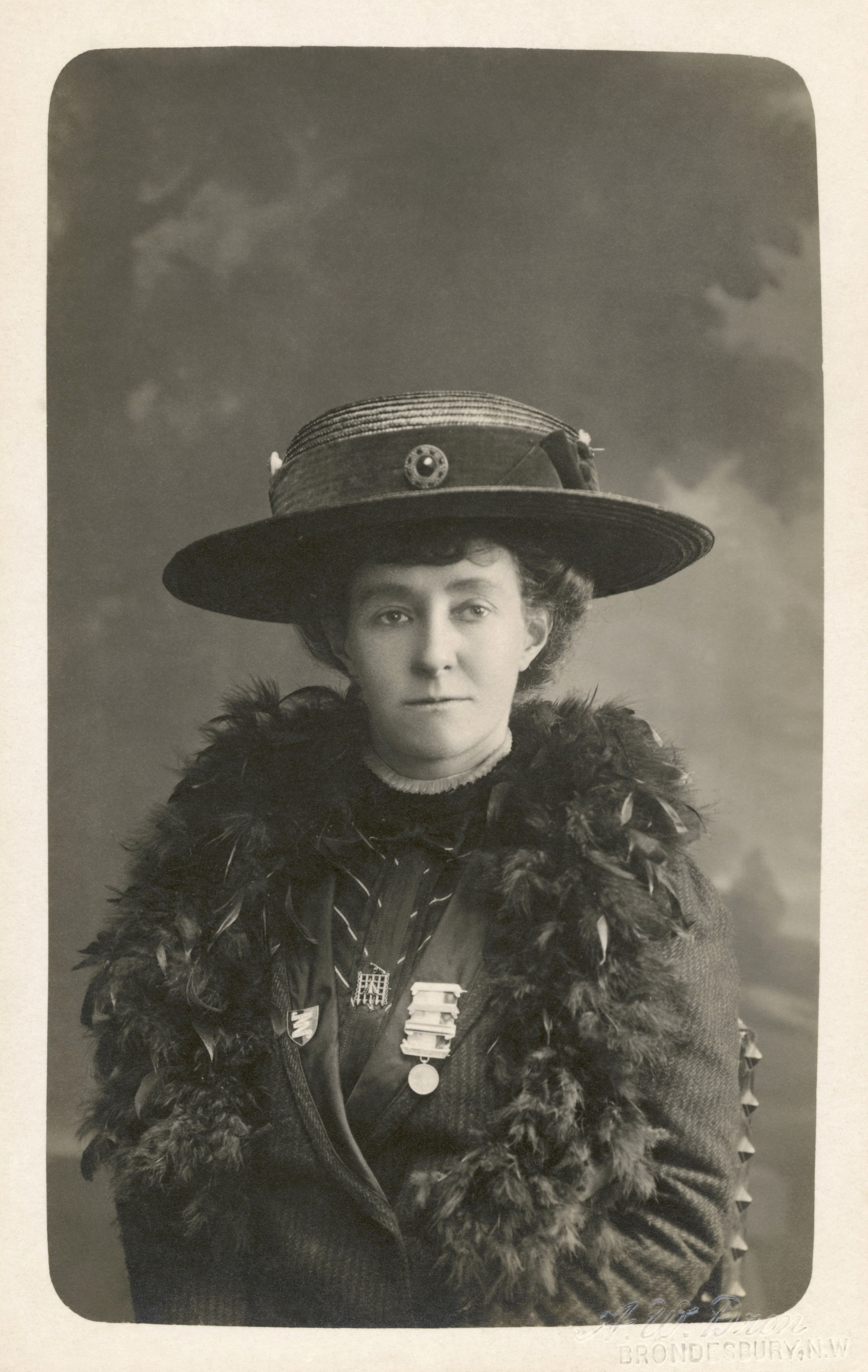
Emily Davison (* 1872)

- 1854: Adela Zamudio, bolivianische Lehrerin, Schriftstellerin, Dramatikerin und Malerin
- 1857: Henri Cain, französischer Librettist und Maler
- 1860: Luise Koch, deutsche Pädagogin, Politikerin und Frauenrechtlerin
- 1863: Georges Gardet, französischer Bildhauer
- 1864: Alix Fournier, französischer Komponist
- 1865: Ruth Payne Burgess, US-amerikanische Malerin
- 1865: Karl Gerold Goetz, Schweizer evangelischer Geistlicher und Hochschullehrer
- 1865: Emma Graf, Schweizer Frauenrechtlerin
- 1865: Jakob Hausheer, Schweizer Theologe, Sprachwissenschaftler und Hochschullehrer
- 1865: Hans E. Kinck, norwegischer Schriftsteller
- 1866: Carlos Arniches, spanischer Bühnenautor und Schriftsteller
- 1866: Johannes Petrus Kuenen, niederländischer Physiker
- 1866: Gustav Neuhaus, deutscher Jurist und Sprachwissenschaftler
- 1868: Joseph Anglade, französischer Romanist, Provenzalist und Mediävist
- 1868: Ernst Kornemann, deutscher Althistoriker
- 1869: Edwin T. McKnight, US-amerikanischer Politiker kanadischer Herkunft
- 1871: Harriet Boyd-Hawes, US-amerikanische Archäologin
- 1872: Emily Davison, britische Suffragette und radikale Kämpferin für Frauenrechte
- 1872: Reinder Pieter van Calcar, niederländischer Bakteriologe
- 1874: Frank Brownlee, US-amerikanischer Schauspieler
- 1875: Carlos Brandt, venezolanischer Schriftsteller, Philosoph und Historiker
- 1876: Käthe Buchler, deutsche Fotografin
- 1876: Gertrud von Le Fort, deutsche Schriftstellerin
- 1878: Karl Hofer, deutscher Maler des Expressionismus
- 1879: Maria-Luise von Hannover-Cumberland, Prinzessin von Großbritannien und Irland, Herzogin zu Braunschweig und Lüneburg
- 1880: Gertrud Eitner, deutsche Lehrerin und Politikerin, MdR

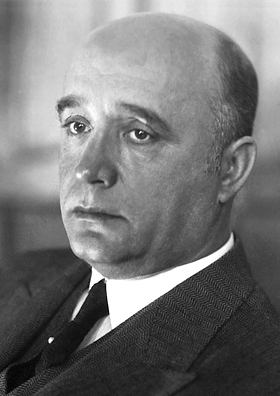
Friedrich Bergius (* 1884)
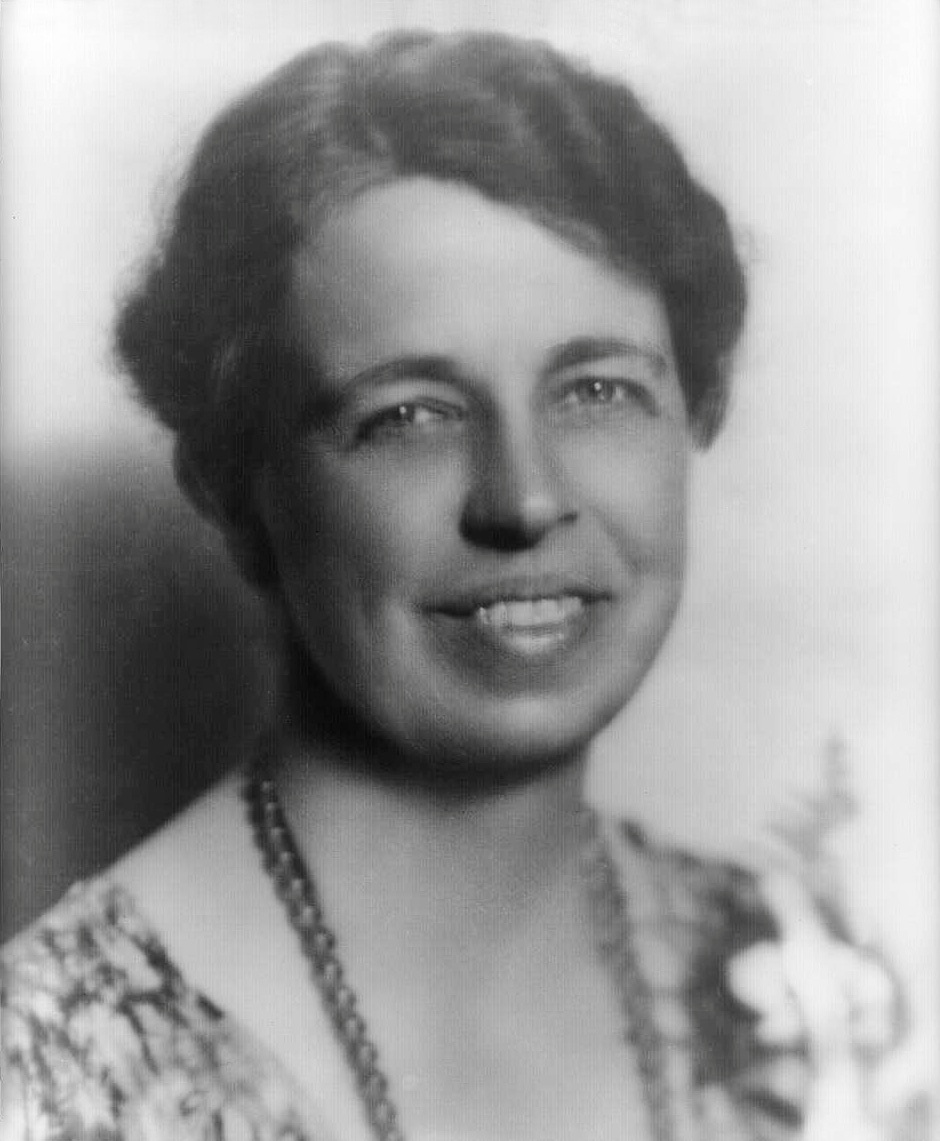
Eleanor Roosevelt (* 1884)
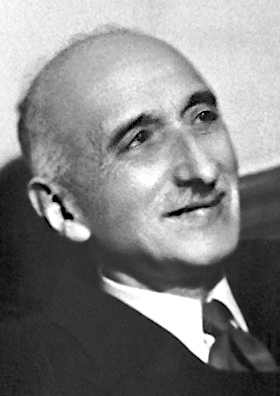
François Mauriac (* 1885)
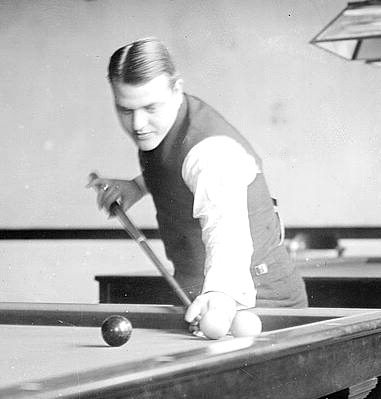
Willie Hoppe (* 1887)

- 1881: Eugène Flaud, französischer Autorennfahrer
- 1881: Hans Kelsen, österreichischer Jurist
- 1881: Hans Otto Löwenstein, österreichischer Filmregisseur und -produzent
- 1881: Lewis Fry Richardson, britischer Mathematiker und Friedensforscher
- 1881: Angela Stifft-Gottlieb, österreichische Museumsexpertin und Prähistorikerin
- 1882: Robert Nathaniel Dett, kanadischer Komponist
- 1882: Will Vesper, deutscher Schriftsteller
- 1883: Archibald Thompson Davison, US-amerikanischer Musikwissenschaftler, Musikpädagoge und Chordirigent
- 1883: Wilhelm Hamacher, deutscher Politiker, Bundesvorsitzender der Zentrumspartei, Landesminister, MdB
- 1884: Friedrich Bergius, deutscher Chemiker, Nobelpreisträger
- 1884: Robert Müller-Hartmann, deutscher Komponist, Musikschriftsteller und Musikpädagoge
- 1884: Eleanor Roosevelt, US-amerikanische Menschenrechtsaktivistin und Diplomatin, First Lady der USA, Ehefrau von Franklin D. Roosevelt
- 1884: Sig Ruman, US-amerikanischer Schauspieler
- 1885: Alfréd Haar, ungarischer Mathematiker
- 1885: Edmund Knorr, deutscher Lehrer, Heimatpfleger, Naturschützer und Ornithologe
- 1885: François Mauriac, französischer Schriftsteller, Nobelpreisträger
- 1885: Alicia Moreau de Justo, argentinische Politikerin und Feministin
- 1886: Max Augustin, österreichischer Politiker, LAbg
- 1887: Oscar Shaw, US-amerikanischer Schauspieler
- 1887: Willie Hoppe, US-amerikanischer Karambolagespieler, 51-facher Weltmeister
- 1888: Alfred Agostinelli, französischer Mechaniker, Chauffeur und Sekretär
- 1888: Emil Bohnke, deutscher Bratschist, Komponist und Dirigent

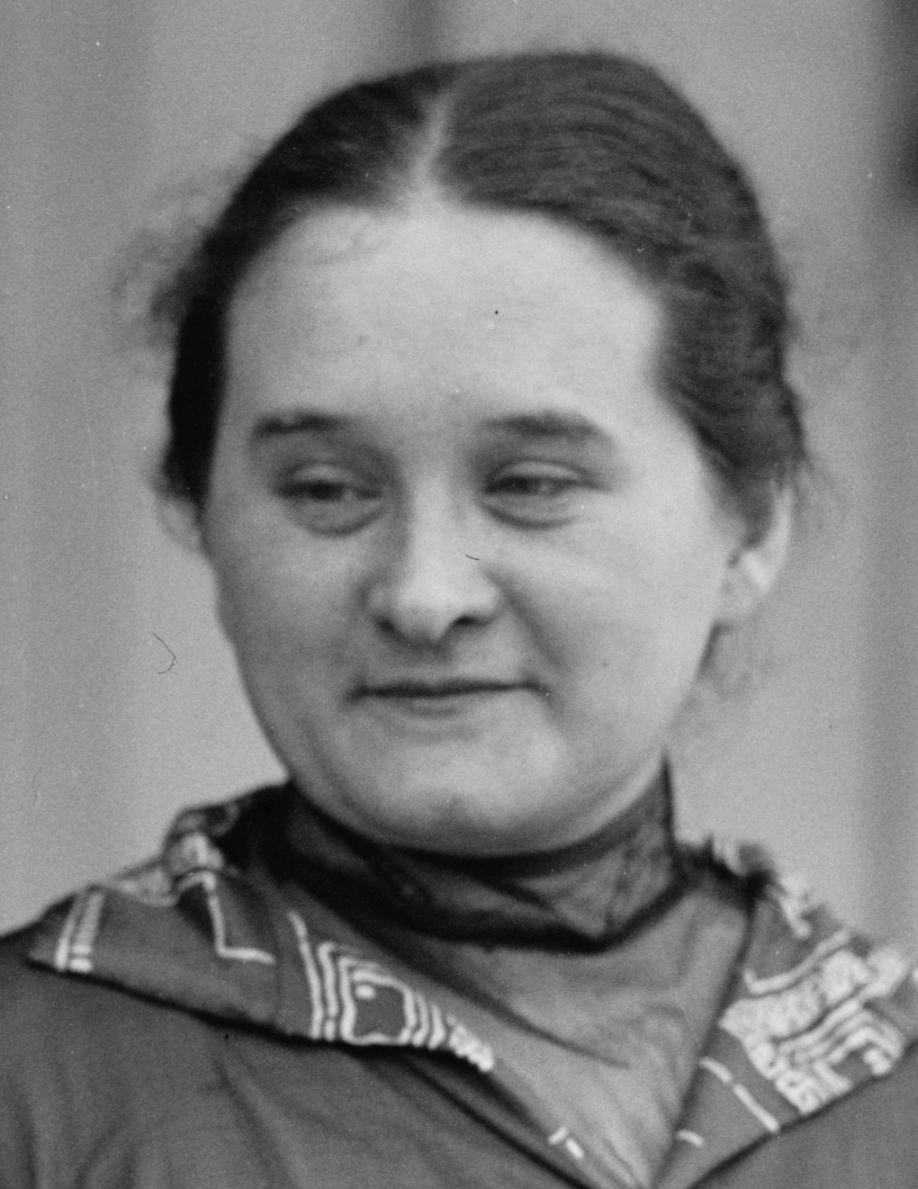
Christine Teusch (* 1888)
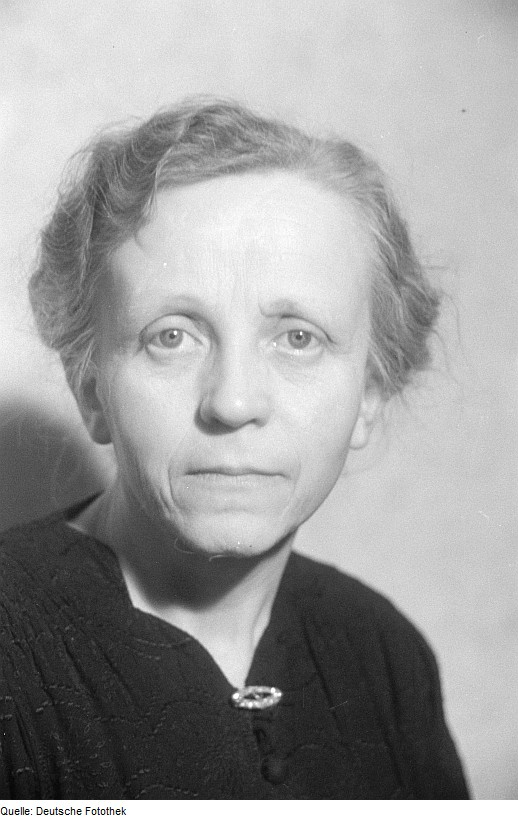
Paula Hertwig (* 1889)
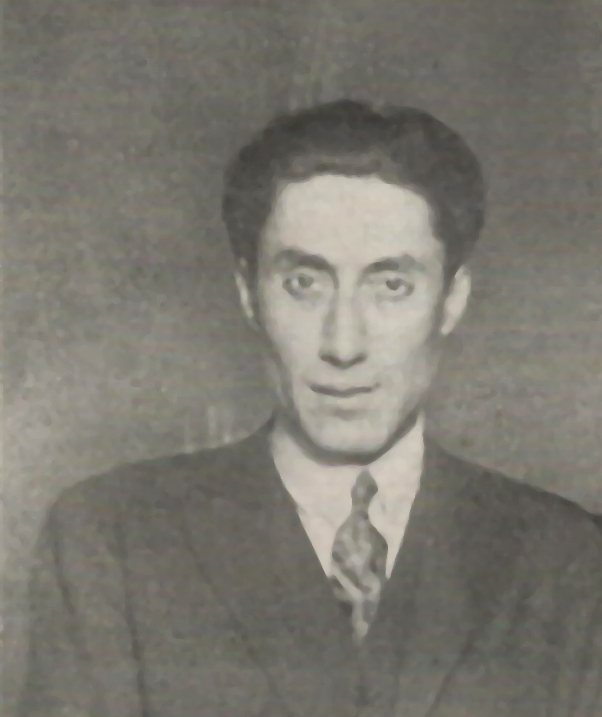
Edmond Soussa (* 1898)
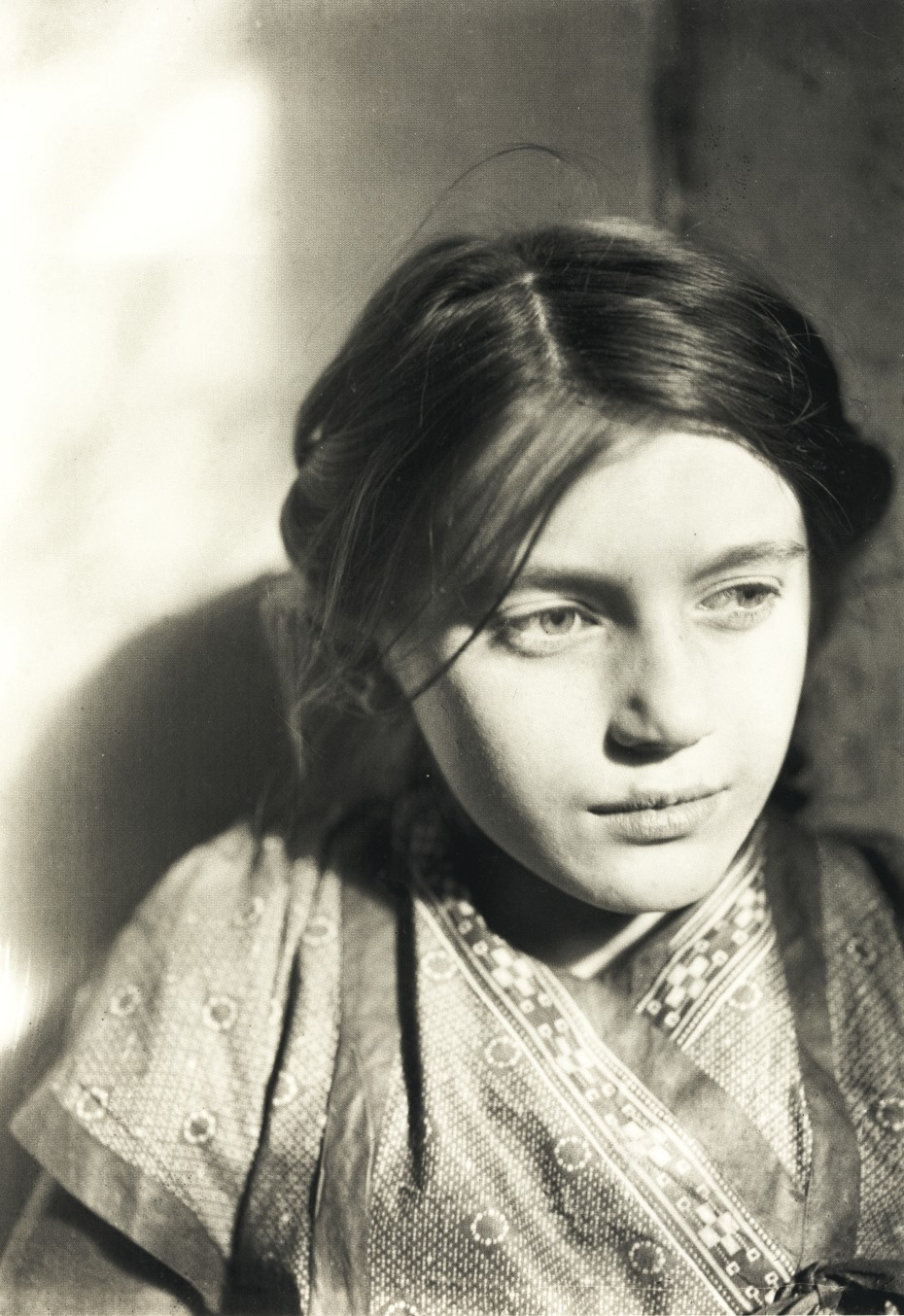
Lina Franziska Fehrmann (* 1900)

- 1888: Christine Teusch, deutsche Politikerin, Mitglied der Weimarer Nationalversammlung, MdR, MdL, erste Landesministerin der Bundesrepublik Deutschland
- 1889: Fritz Adam, deutscher Politiker, MdL, MdR
- 1889: Paula Hertwig, deutsche Biologin und Politikerin, MdL
- 1889: Charles F. Wennerstrum, US-amerikanischer Jurist, Vorsitzender Richter bei einem der Nürnberger Nachfolgeprozesse
- 1890: August H. Andresen, US-amerikanischer Politiker, Mitglied des Repräsentantenhauses
- 1890: Fanny Jensen, dänische Politikerin, Mitglied im Folketing, Ministerin
- 1891: Dorothy Tiffany Burlingham, US-amerikanische Psychoanalytikerin
- 1891: Hans Liesche, deutscher Leichtathlet, Olympiamedaillengewinner
- 1891: Armandinho, portugiesischer Gitarrist und Komponist
- 1892: Karl Hähnel, deutscher Leichtathlet
- 1892ː Gretel Norkauer, deutsche Architektin
- 1893: Emmanuel Durlet, belgischer Pianist und Komponist
- 1894: Boris Pilnjak, russischer Dichter
- 1895: Jakov Gotovac, kroatischer Komponist und Dirigent
- 1895: Hans Schiebelhuth, deutscher Schriftsteller und Dichter des Expressionismus
- 1896: Marguerite Friedlaender, deutsch-britische Künstlerin
- 1896: Elisabeth Nettebeck, deutsche Politikerin, MdL
- 1897: Joseph Auslander, US-amerikanischer Dichter
- 1898: Edmond Soussa, ägyptischer Karambolagespieler, elffacher Weltmeister
- 1899: Amédé Barth, Schweizer Maler und Zeichner
- 1899: Pierre Bussienne, französischer Autorennfahrer
- 1900: Carin Fahlin, schwedische Romanistin, Hispanistin und Mediävistin
- 1900: Lina Franziska Fehrmann, deutsches Kindermodell, Muse der Brücke-Künstler
- 1900: Maria Höfner, österreichische Orientalistin

### 20. Jahrhundert

#### 1901–1925
- 1901: Emil Hlobil, tschechischer Komponist und Musikpädagoge
- 1903: Hans Söhnker, deutscher Schauspieler
- 1904: Ehmi Bessel, deutsche Theater- und Filmschauspielerin
- 1905: Fred Trump, US-amerikanischer Immobilien-Unternehmer
- 1905: Jean-Marie Villot, französischer Priester, Erzbischof von Lyon, Kardinal, Kardinalstaatssekretär und -kämmerer
- 1906: Walther Abel, deutscher klassischer Philologe
- 1906: Earl Clark, US-amerikanischer American-Football-Spieler und -Trainer
- 1906: Herbert Volwahsen, deutscher Bildhauer
- 1909: Hellmut Holthaus, deutscher Redakteur und Schriftsteller
- 1910: Cahit Arf, türkischer Mathematiker
- 1910: Albert Hößler, deutscher Widerstandskämpfer
- 1910: Luis G. Roldán, mexikanischer Sänger
- 1911: Dagmar Liechti-von Brasch, Schweizer Ärztin und Ernährungsreformerin
- 1911: Nello Pagani, italienischer Motorrad- und Automobilrennfahrer
- 1911: Juan Carlos Zabala, argentinischer Marathonläufer, Olympiasieger
- 1912: Fedora Alemán, venezolanische Sängerin
- 1912: Erich Arndt, deutscher Pfarrer
- 1913: Jack Nethercutt, US-amerikanischer Unternehmer und Autorennfahrer
- 1913: Lilo Ramdohr, Deutsche, Mitglied der Widerstandsgruppe Weiße Rose
- 1914: Reuben Fine, US-amerikanischer Schachspieler und Psychoanalytiker
- 1914: Marc Gignoux, französischer Autorennfahrer
- 1915: Olivier Long, Schweizer Generaldirektor des Allgemeinen Zoll- und Handelsabkommens
- 1916: Luis Kalaff, dominikanischer Sänger, Gitarrist und Komponist
- 1917: Johnny Acea, US-amerikanischer Jazzpianist
- 1917: José d’Angelo Neto, brasilianischer Geistlicher, Erzbischof von Pouso Alegre
- 1917: Helga Tiemann, deutsche Malerin
- 1917: Grete Yppen, österreichische Malerin
- 1918: Jerome Robbins, US-amerikanischer Tänzer
- 1919: Art Blakey, US-amerikanischer Jazz-Schlagzeuger
- 1919: Kader Firoud, französischer Fußballspieler und -trainer
- 1920: Kurt H. Aufrichtig, britischer Kunsthistoriker
- 1920: James Aloysius Hickey, US-amerikanischer Geistlicher, Erzbischof von Washington, Kardinal
- 1921: Ernst Dürr, österreichischer Politiker, LAbg
- 1924: Nora Schmitt, deutsche Schriftstellerin
- 1924: Mal Whitfield, US-amerikanischer Leichtathlet, Olympiasieger
- 1925: Wander Bertoni, österreichischer Bildhauer
- 1925: Elmore Leonard, US-amerikanischer Krimi-Schriftsteller
- 1925: Robert Linn, US-amerikanischer Komponist und Musikpädagoge

#### 1926–1950
- 1926: Rudolf Arens, deutscher Grünlandwissenschaftler
- 1927: Joséphine Charlotte von Belgien, Mutter des Luxemburger Großherzogs Henri
- 1927: Pierre Doukan, französischer Geiger, Komponist und Musikpädagoge
- 1927ː Peggy Parnass, deutsch-schwedische Journalistin, Gerichtsreporterin, Autorin und Schauspielerin
- 1927: William Perry, US-amerikanischer Verteidigungsminister
- 1928: Ernst Ammann, deutscher Bühnenbildner und Schauspieler
- 1928: Alfonso de Portago, spanischer Autorennfahrer
- 1928: Inge Taubert, deutsche Historikerin
- 1929: Curtis Amy, US-amerikanischer Saxophonist und Flötist
- 1929: Liselotte Pulver, Schweizer Schauspielerin
- 1929: Daniel Wayenberg, niederländischer Pianist und Komponist

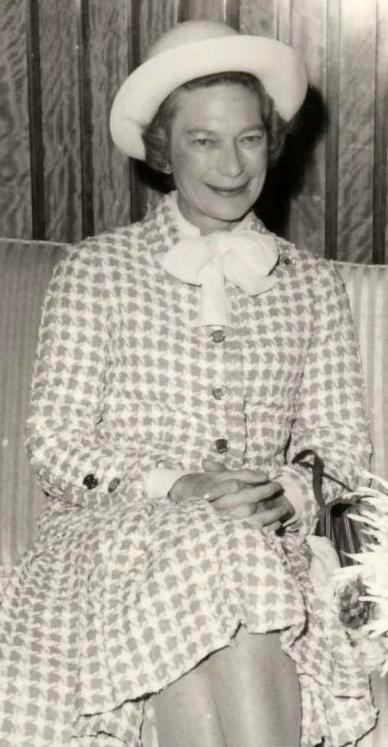
Josephine Charlotte von Belgien (* 1927)
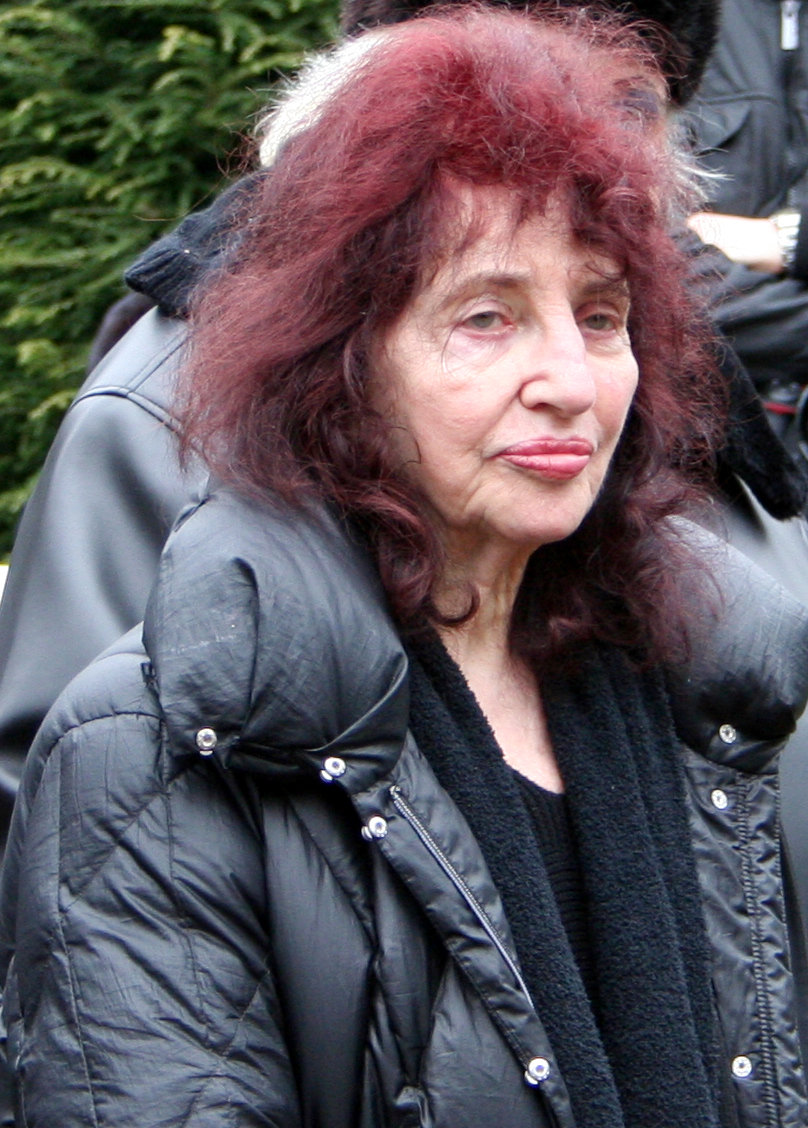
Peggy Parnass (* 1927)
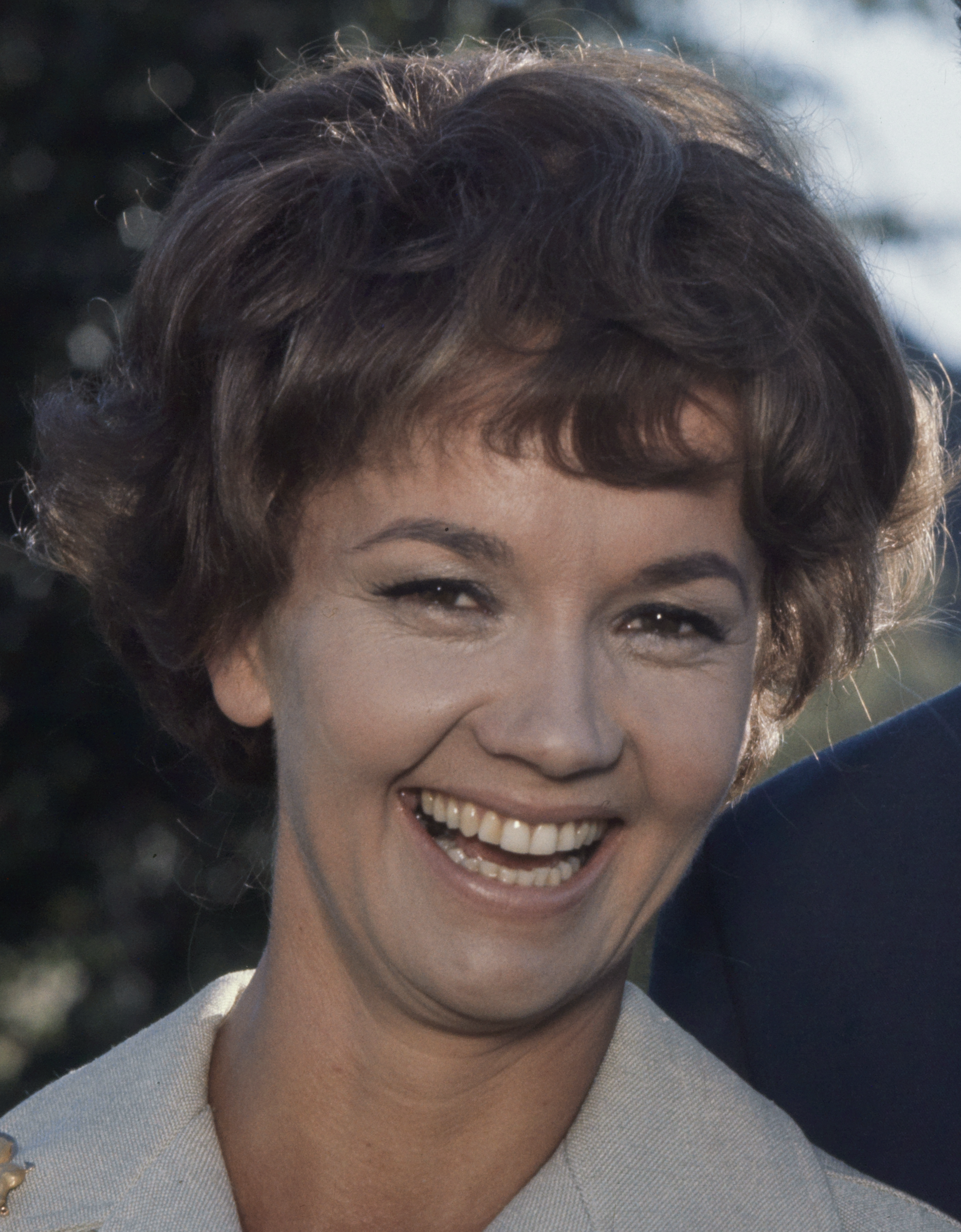
Liselotte Pulver (* 1929)
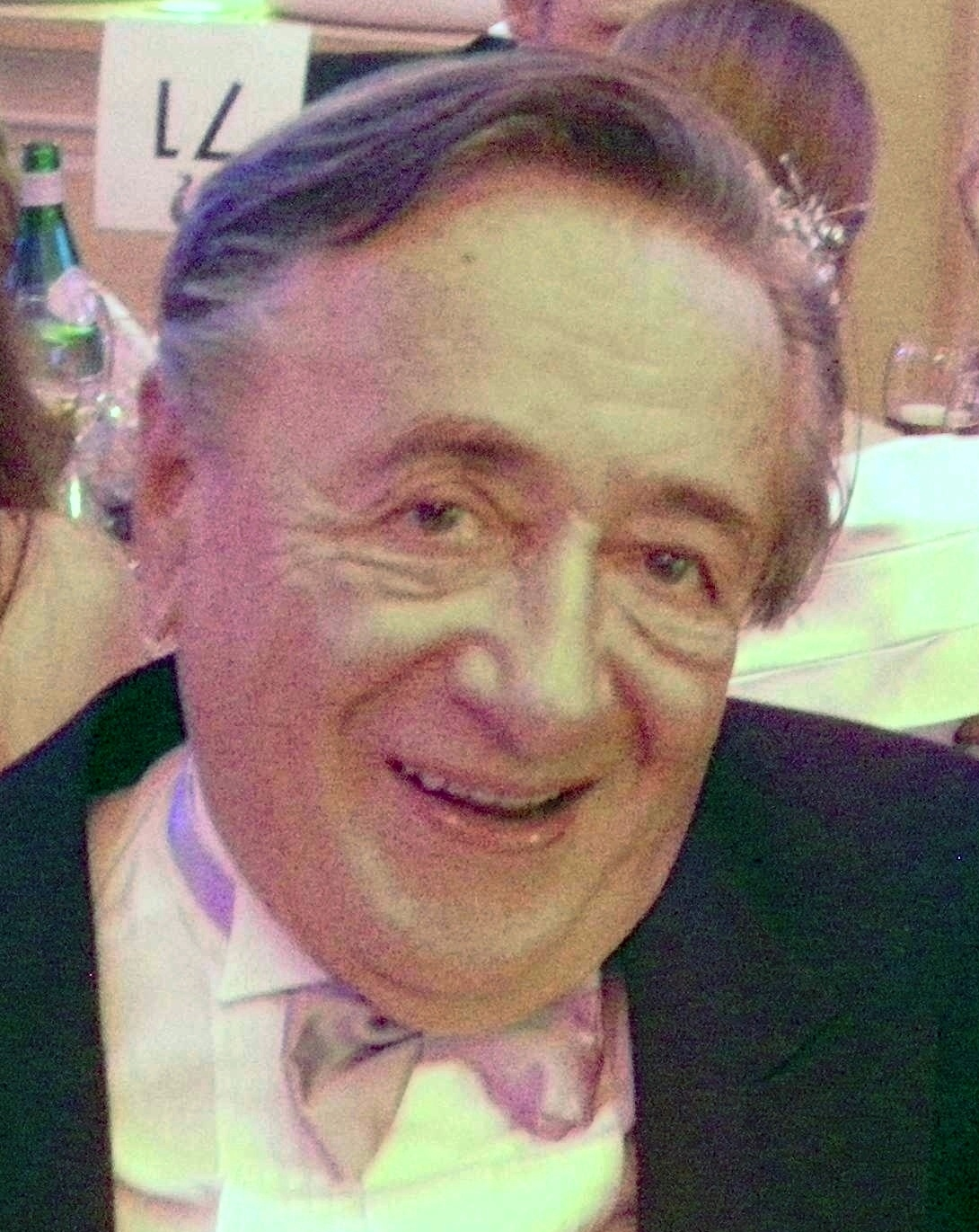
Richard Lugner (* 1932)
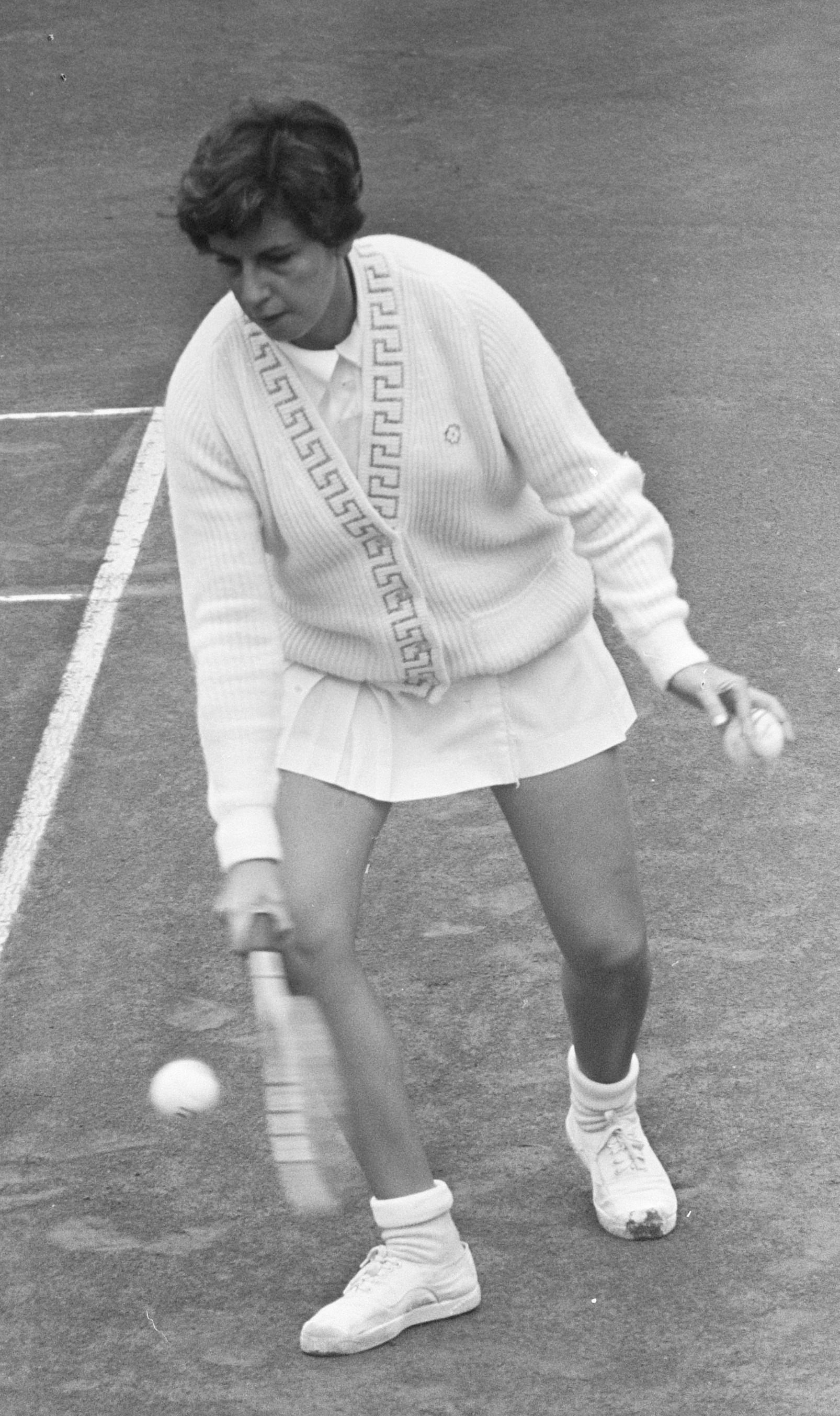
Maria Bueno (* 1939)

- 1929: Dorothee Wilms, deutsche Politikerin
- 1930: Byron LaBeach, jamaikanischer Sprinter
- 1930: Dagobert Lindlau, deutscher Journalist
- 1930: Georges El-Murr, libanesischer Erzbischof
- 1932: Saul Friedländer, israelischer Historiker und Autor
- 1932: Richard Lugner, österreichischer Bauunternehmer
- 1932: Dana Scott, US-amerikanischer Mathematiker und Logiker, Informatiker und Philosoph
- 1932: Dottie West, US-amerikanische Country-Sängerin
- 1934: Ingeborg Huld-Zetsche, deutsche Archäologin
- 1935: Jan van Vlijmen, niederländischer Komponist
- 1936: Billy Higgins, US-amerikanischer Jazz-Schlagzeuger
- 1936: Alberto Vázquez-Figueroa, spanischer Schriftsteller
- 1937: Jack Bresenham, US-amerikanischer Informatiker
- 1937: Bobby Charlton, englischer Fußballspieler
- 1938: Maddalena Kerrh, deutsche Schauspielerin und Synchronsprecherin
- 1939: Norma Blum, brasilianische Schauspielerin
- 1939: Maria Bueno, brasilianische Tennisspielerin
- 1939: Bernd Cullmann, deutscher Leichtathlet
- 1939: Zenon Grocholewski, polnischer Kardinal
- 1939: Khin Nyunt, myanmarischer General und Politiker
- 1940: Christoph Blocher, Schweizer Unternehmer und Politiker, Bundesrat
- 1940: Reiner Frieske, deutscher Handballtorwart
- 1940: Jean-Claude Schindelholz, Schweizer Fußballspieler
- 1941: Lester Bowie, US-amerikanischer Jazz-Trompeter, -Bandleader und -Komponist
- 1942: Edith Franke, deutsche Politikerin
- 1942: Wolf-Dietrich Sprenger, deutscher Schauspieler, Regisseur und Schriftsteller
- 1943: Lothar Weschke, deutscher Fußballspieler
- 1943: Geert van Keulen, niederländischer Komponist, Dirigent, Klarinettist und Musikpädagoge
- 1943: George McMillan junior, US-amerikanischer Politiker
- 1943: John Nettles, britischer Schauspieler und Historiker
- 1944: Joana, deutsche Sängerin und Songschreiberin
- 1944: Martin Naylor, englischer Bildhauer
- 1944: Anton Schaller, Schweizer Fernsehmoderator und Politiker
- 1945: Bernhard Hefti, Schweizer Bildhauer
- 1946: Daryl Hall, US-amerikanischer Musiker, Sänger und Songschreiber
- 1946: Sawao Kato, japanischer Kunstturner
- 1946: George McCorkle, US-amerikanischer Musiker und Songwriter
- 1946: E. Y. Meyer, Schweizer Schriftsteller
- 1947: Mwata Bowden, US-amerikanischer Jazzmusiker
- 1948: Darrell Castle, US-amerikanischer Politiker
- 1948: Peter Kodwo Appiah Turkson, ghanaischer Erzbischof und Kardinal
- 1950: Al Anderson, US-amerikanischer Gitarrist

#### 1951–1975
- 1951: Jean-Jacques Goldman, französischer Komponist und Interpret
- 1952: Jim Kahr, US-amerikanischer Gitarrist und Sänger
- 1952: Angelika Mertens, deutsche Politikerin
- 1953: Víťazoslav Kubička, slowakischer Komponist
- 1953: Martin Lücker, deutscher Organist, Kirchenmusiker und Professor
- 1954: Hermann Gaub, deutscher Biophysiker
- 1954: Sascha Hehn, deutscher Schauspieler
- 1954: Danny Sugerman, US-amerikanischer Musik-Manager
- 1955: Duncan Fuller MacTavish Atwood, US-amerikanischer Speerwerfer
- 1955: Ionel Augustin, rumänischer Fußballspieler und -trainer
- 1955: Hans-Peter Briegel, deutscher Fußballspieler und -trainer
- 1955: Manfred Oeming, deutscher Theologe
- 1956: Marisol Casado, spanische Triathletin, Präsidentin der International Triathlon Union
- 1956: Nicanor Duarte Frutos, Präsident von Paraguay
- 1957: Luciano Favero, italienischer Fußballspieler
- 1957: Martin Wimmer, deutscher Motorradrennfahrer
- 1959: Wayne Gardner, australischer Motorradrennfahrer
- 1959: Carmelo Ríos, puerto-ricanischer Leichtathlet
- 1960: Stan Douglas, kanadischer Künstler
- 1960: Michael Niesemann, deutscher Oboist und Hochschullehrer
- 1961: Hany Abu-Assad, niederländisch-palästinensischer Filmregisseur
- 1961: Ali Asad, britischer Kameramann
- 1961: Alfred Dorfer, österreichischer Kabarettist und Schauspieler
- 1961: Gilda, argentinische Popsängerin
- 1961: Lois Renner, österreichischer bildender Künstler
- 1961: Steve Young, US-amerikanischer American-Football-Spieler
- 1962: Joan Cusack, US-amerikanische Schauspielerin
- 1962: Heinz Margot, Schweizer Schauspieler und Moderator
- 1963: Matthias Stich, deutscher Sportschütze
- 1965: Bruno Cathomas, Schweizer Schauspieler
- 1965: Juan Ignacio Cirac, spanischer Physiker
- 1965: Thure Riefenstein, deutscher Schauspieler und Regisseur
- 1965: Luke Perry, US-amerikanischer Schauspieler
- 1965: Sean Patrick Flanery, US-amerikanischer Schauspieler
- 1965: Alexander Hacke, deutscher Musiker, Musikproduzent, Komponist von Filmmusik und Schauspieler
- 1966: Christoph Peters, deutscher Schriftsteller
- 1966: Bill Sweedler, US-amerikanischer Autorennfahrer und Unternehmer
- 1967: Proschat Madani, iranisch-österreichische Schauspielerin
- 1969: Constantijn der Niederlande, niederländischer Adeliger und Berater für Unternehmensinnovationen
- 1969: Andrea Pennacchi, italienischer Schauspieler
- 1969: Tetjana Tereschtschuk-Antipowa, ukrainische Hürdenläuferin
- 1970: Katherina Kubenk, kanadische Freestyle-Skierin
- 1970: U-God, US-amerikanischer Hip-Hop-Musiker
- 1972: Claudia Black, australische Schauspielerin
- 1973: Roman Frieling, deutscher Tänzer, Tanzsporttrainer und Wertungsrichter
- 1973: Takeshi Kaneshiro, japanisch-taiwanischer Schauspieler
- 1973: Janis Nikos, deutsch-griechischer Schlagersänger und Entertainer
- 1974: Jason Arnott, kanadischer Eishockeyspieler
- 1974: Rachel Barton Pine, US-amerikanische Geigerin
- 1974: Mehmet Emin Toprak, türkischer Schauspieler
- 1974: Valerie Niehaus, deutsche Schauspielerin
- 1975: Renate Lingor, deutsche Fußballspielerin
- 1975: Christian Loose, deutscher Betriebswirt und Politiker
- 1975: Thomas Mraz, österreichischer Schauspieler
- 1975: DJ Tomekk, polnischer Hip-Hop-DJ und Musikproduzent

#### 1976–2000

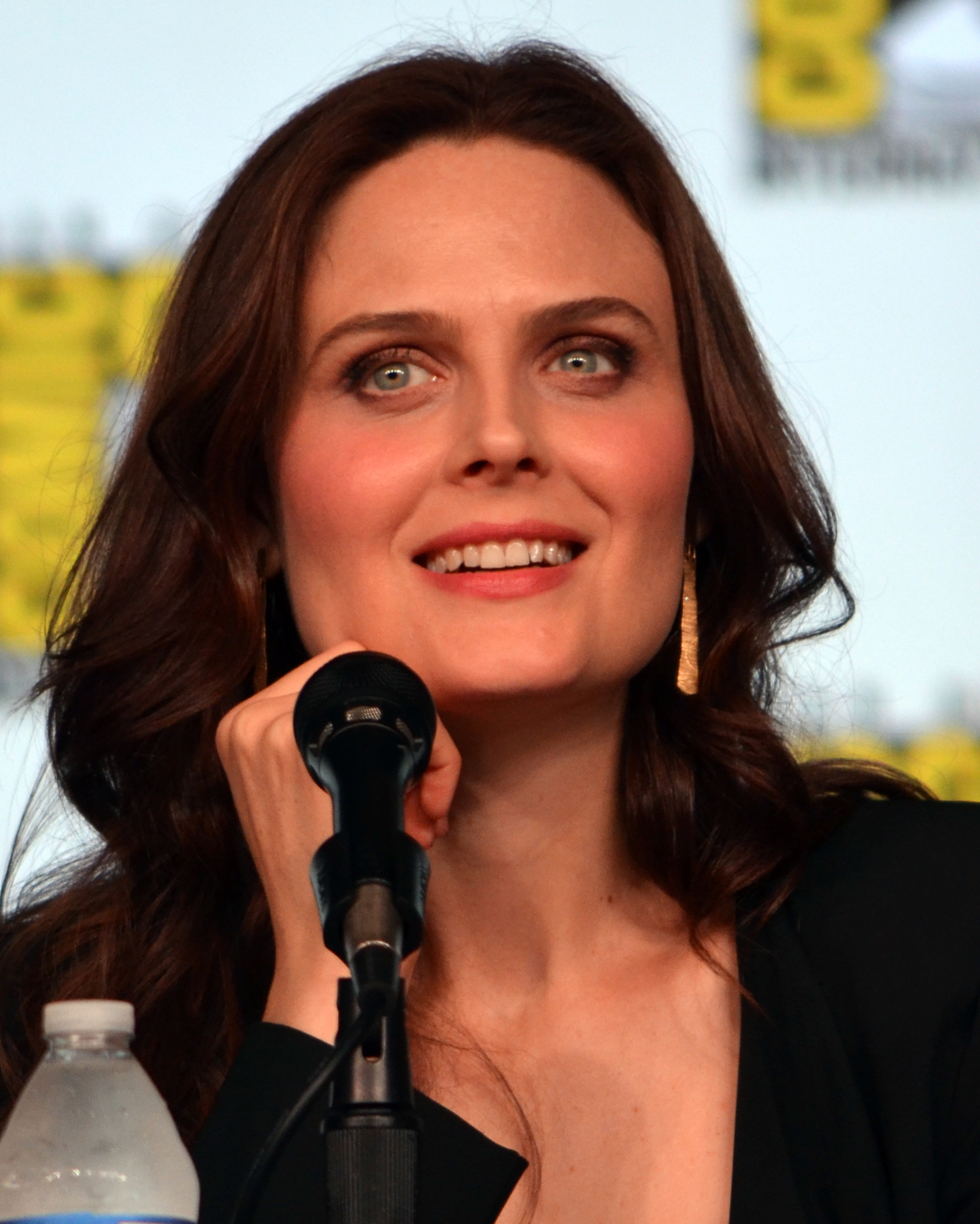
Emily Deschanel (* 1976)

- 1976: Emily Deschanel, US-amerikanische Schauspielerin
- 1977: Matt Bomer, US-amerikanischer Schauspieler
- 1977: Antiopi Melidoni, griechische Wasserballspielerin
- 1977: Kouji Yamanishi, japanischer Autorennfahrer
- 1978: Christoph Betz, deutscher Jurist, Richter am Bundesarbeitsgericht
- 1978: Anja Bihlmaier, deutsche Dirigentin
- 1978: Reinfried Herbst, österreichischer Schirennläufer
- 1978: Sascha Reinelt, deutscher Hockeyspieler
- 1979: Adam M. L. Tice, US-amerikanischer Kirchenmusiker, Komponist und Hymnendichter
- 1980: Serge Branco, kamerunischer Fußballspieler
- 1980: Julie McNiven, US-amerikanische Schauspielerin
- 1981: Hosea Ratschiller, österreichischer Schauspieler, Kabarettist, Kolumnist, Moderator und Radiomacher
- 1982: Patrick Biggs, kanadischer Skirennläufer
- 1982: Brett Claydon, englischer Dartspieler
- 1982: Guillermo Imhoff, argentinischer Fußballspieler
- 1982: Mauricio Victorino, uruguayischer Fußballspieler
- 1983: Ruslan Ponomarjow, ukrainischer Schachspieler
- 1983: Bradley James, britischer Schauspieler
- 1984: Jailson Severiano Alves, brasilianischer Fußballspieler
- 1984: Sebastian Ernst, deutscher Leichtathlet
- 1984: Morten Olsen, dänischer Handballspieler
- 1984: Oliver Tesch, deutscher Handballspieler
- 1985: Erica Dasher, US-amerikanische Schauspielerin
- 1985: Álvaro Fernández, uruguayischer Fußballspieler
- 1985: Matthias Puhle, deutscher Handballspieler
- 1985: Philipp Seitle, deutscher Handballspieler
- 1985: Isabella Rosenby Thomsen, dänische Handballspielerin
- 1985: Michelle Trachtenberg, US-amerikanische Schauspielerin
- 1986: Patrick Angele, Schweizer Politiker
- 1987: Patrick Fabian, deutscher Fußballspieler
- 1987: Musa Hajdari, kosovarischer Mittelstreckenläufer
- 1987: Ariella Kaeslin, Schweizer Kunstturnerin
- 1987: Pablo Mouche, argentinischer Fußballspieler
- 1988: Séamus Coleman, irischer Fußballspieler
- 1988: Joel Fearon, britischer Bobfahrer und Sprinter
- 1989: Jenrry Mejía, dominikanischer Baseballspieler
- 1989: Anton Nebylizki, russischer Rennfahrer
- 1989: Paula Schramm, deutsche Schauspielerin
- 1989: Thibault Tricole, französischer Dartspieler
- 1989: Michelle Wie, US-amerikanische Golfspielerin
- 1990: Behzod Abduraimov, usbekischer Pianist
- 1990: Paul Niemann, deutscher Schauspieler
- 1990: Sebastian Rode, deutscher Fußballspieler
- 1991: Moorchegani Iman Jamali, iranischer Handballspieler
- 1991: Jakub Śmiechowski, polnischer Autorennfahrer
- 1992: Cardi B, US-amerikanische Rapperin
- 1992: Emilia Pikkarainen, finnische Schwimmerin
- 1993: Anastassija Sergejewna Romanowa, russische Skirennläuferin
- 1995: Nils Hohenhövel, deutscher Schauspieler
- 1995: Darja Alexandrowna Owtschinnikowa, russische Skirennläuferin
- 1996: Lineth Beerensteyn, niederländische Fußballspielerin
- 1996: Fynn Henkel, deutscher Schauspieler († 2015)
- 1996: Miriam Schiweck, deutsche Schauspielerin
- 1997: Jeando Fuchs, kamerunisch-französischer Fußballspieler
- 1997: Omar Pašagić, bosnisch-herzegowinischer Fußballspieler
- 1997: Nico Rinderknecht, deutscher Fußballspieler
- 1997: Georg Zimmermann, deutscher Radrennfahrer
- 2000: Hayden Byerly, US-amerikanischer Schauspieler und Synchronsprecher
- 2000: Neele Marie Nickel, deutsche Schauspielerin

### 21. Jahrhundert
- 2001: Daniel Maldini, italienischer Fußballspieler

## Gestorben

### Vor dem 17. Jahrhundert

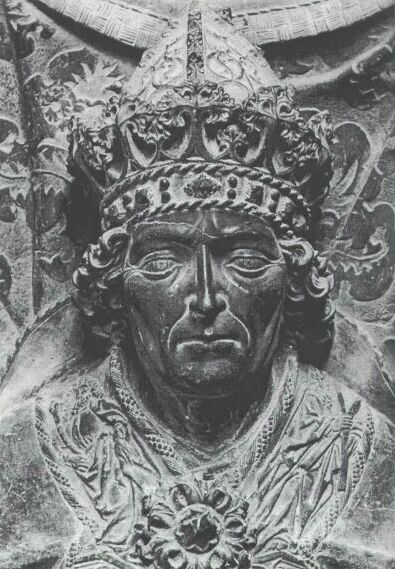
Ludwig der Bayer († 1347)
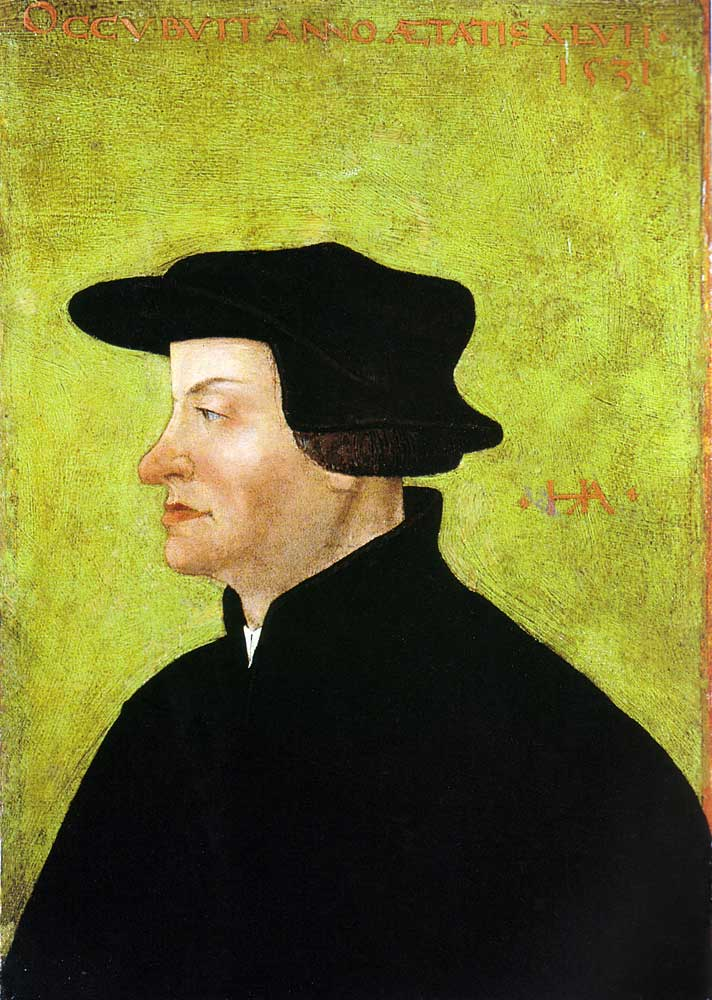
Ulrich Zwingli († 1531)
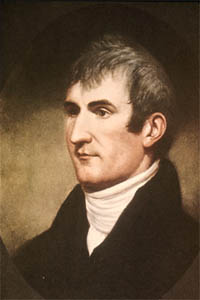
Meriwether Lewis († 1809)
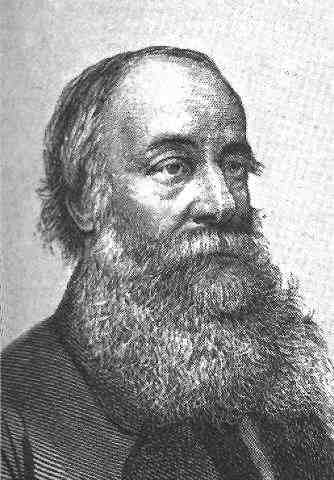
James P. Joule († 1889)
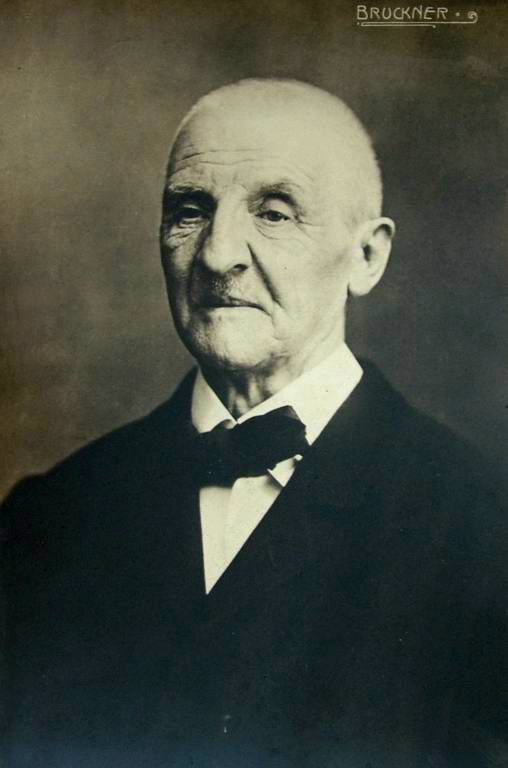
Anton Bruckner († 1896)

- 0965: Brun, Erzbischof von Köln, Herzog von Lothringen
- 1106: Rupert, Gegenbischof im Bistum Würzburg
- 1159: Wilhelm, Graf von Boulogne
- 1168: Hartwig I. von Stade, Erzbischof von Hamburg-Bremen
- 1188: Robert I., der Große, französischer Graf von Dreux, Sohn Ludwigs VI.
- 1232: Gebhard I. von Plain, Bischof von Passau
- 1241: Stephen of Seagrave, englischer Ritter und Lordrichter, königlicher Justiciar
- 1273: Hildebold von Wunstorf, Erzbischof von Bremen
- 1301: Wilhelm von Montfort, Abt von St. Gallen
- 1303: Bonifatius VIII., Papst
- 1304: Konrad III., Herzog von Schlesien
- 1340: Nikolaus von Ybbs, Bischof von Regensburg
- 1347: Ludwig der Bayer, deutscher Kaiser
- 1361: John Paschal, englischer Ordensgeistlicher
- 1424: Jan Žižka, böhmischer Heerführer der Hussiten
- 1449: Nikolaus II. Sachau, Bischof von Lübeck
- 1461: Giorgio Fieschi, italienischer Kardinal
- 1505: Jean II. Grimaldi, Herr von Monaco
- 1531: Ulrich Zwingli, Schweizer Reformator
- 1542: Thomas Wyatt, englischer Dichter
- 1550: Georg Pencz, deutscher Maler, Zeichner und Kupferstecher
- 1564: Martin Borrhaus, deutscher evangelischer Theologe und Reformator
- 1598: Joachim Camerarius der Jüngere, deutscher Arzt, Botaniker und Naturforscher

### 17. und 18. Jahrhundert
- 1607: Johann Stromer, deutscher Rechtswissenschaftler
- 1622: Conrad Vetter, bayrischer Jesuit und Schriftsteller der Gegenreformation
- 1627: Bernardo de Balbuena, spanischer Dichter
- 1633: Philaret, Patriarch von Moskau
- 1636: Johann Albrecht Adelgreif, deutscher religiöser Schwärmer
- 1648: György Rákóczi, Fürst von Siebenbürgen
- 1670: Louis Le Vau, französischer Baumeister Ludwigs XIV.
- 1677: Otto Johann Witte, deutscher Politiker
- 1691: Israël Silvestre, französischer Maler und Kupferstecher
- 1705: Guillaume Amontons, französischer Physiker
- 1707: Johann Reinhold von Patkul, livländischer und sächsischer Staatsmann
- 1708: Ehrenfried Walther von Tschirnhaus, deutscher Philosoph und Mathematiker
- 1721: Anton Florian, Fürst von Liechtenstein
- 1724: Gyeongjong, 20. König der Joseon-Dynastie in Korea
- 1725: Polykarp Leyser III., deutscher evangelischer Theologe, Superintendent, Oberhofprediger und Orientalist
- 1728: Ulrich von Federspiel, Bischof von Chur
- 1733: Christoph I. zu Dohna-Schlodien, brandenburgisch-preußischer General und Diplomat
- 1738: Andreas von Fürstenberg, deutsch-baltischer Offizier, Landrat von Schwedisch-Vorpommern und Kurator der Universität Greifswald
- 1740: Magdalena Augusta von Anhalt-Zerbst, Prinzessin von Anhalt-Zerbst
- 1741: Joseph Talcott, britischer Gouverneur der Colony of Connecticut
- 1748: Franz Wilhelm Caspar von Hillesheim, Reichsgraf, kurpfälzischer Regierungspräsident und Minister
- 1757: Zacharias Hildebrandt, deutscher Orgelbauer
- 1763: Anna Victoria von Savoyen, Nichte und Haupterbin des Prinzen Eugen von Savoyen
- 1767: Benedikt Denzel, Abt der Reichsabtei Ochsenhausen
- 1778ː Françoise Duparc, französische Genremalerin des 18. Jahrhunderts und Hauptvertreterin des Rokoko
- 1779: Kazimierz Pułaski, Anführer der Konföderation von Bar in Polen und General im Amerikanischen Unabhängigkeitskrieg
- 1790: Marmaduke Tunstall, britischer Ornithologe und Sammler

### 19. Jahrhundert
- 1809: Meriwether Lewis, US-amerikanischer Entdecker
- 1811: Johann Conrad Ammann, Schweizer Arzt, Naturalien- und Kunstsammler
- 1813: Robert Kerr, britischer Zoologe und Übersetzer aus Schottland
- 1820: James Keir, britischer Chemiker und Industrieller aus Schottland
- 1825: Julius Georg Paul du Roi, deutscher Jurist und Direktor der braunschweigischen Armenanstalt
- 1826: Johann Anton Heinrich Neumcke, deutscher Beamter und Bürgermeister
- 1829: Claus Frimann, norwegischer Pfarrer und Dichter
- 1833: Ernst Fries, deutscher Maler der Romantik
- 1837: Rudolf Braendlin, Schweizer Unternehmer und Politiker
- 1837: Heinrich Vitzthum von Eckstädt, Generaldirektor der Dresdner Kunstakademie sowie Direktor des Hoftheaters und der Hofkapelle
- 1839: D. Leonor de Almeida Portugal, portugiesische Adelige und Lyrikerin

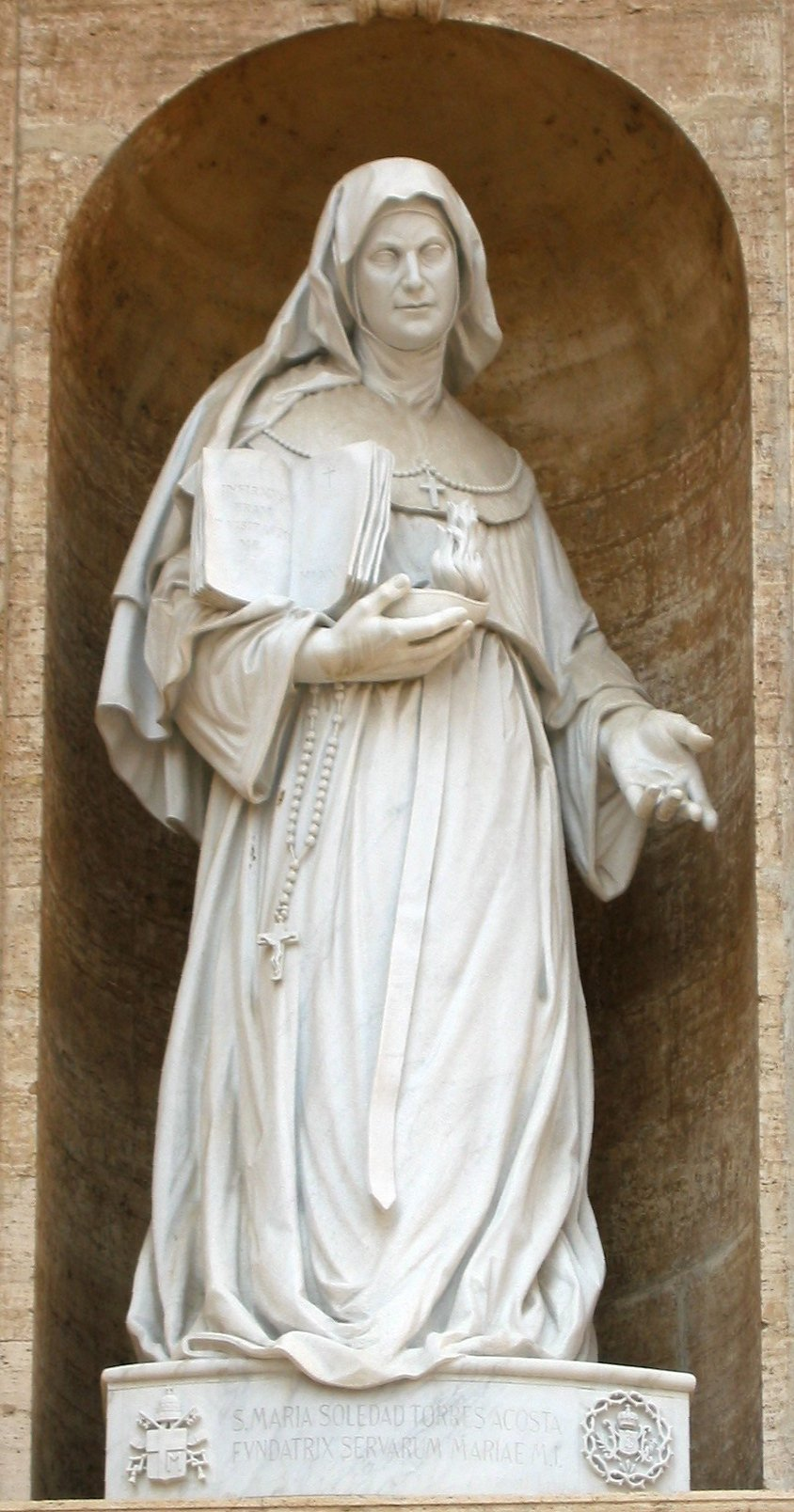
Maria Soledad († 1887)

- 1849: Valentin Streuber, deutscher Politiker und Revolutionär aus Baden
- 1850: Ludwig Starklof, Gründer und erster Intendant des Oldenburgischen Staatstheaters
- 1852: Gotthold Eisenstein, deutscher Mathematiker
- 1861: Elizabeth Conyngham, Marchioness Conyngham, Mätresse von König Georg IV. von Großbritannien
- 1861: Friedrich Georg Christian von Wichmann, deutscher Offizier und Prinzenerzieher
- 1877: Léon Prévost, französischer Komponist
- 1878: Satanta, Häuptling der Kiowa
- 1887ː María Soledad Torres Acosta, spanische Ordensgründerin und Heilige
- 1887: Carl Ernst von Malortie, deutscher Kochbuchautor und Minister
- 1889: James Prescott Joule, britischer Physiker
- 1889ː Marie von Roskowska, deutsche Schriftstellerin und Jugendbuchautorin
- 1890: Mathias Auinger, österreichischer Paläontologe
- 1892: Abdyl Frashëri, albanischer Politiker
- 1896: Anton Bruckner, österreichischer Komponist der Romantik sowie Organist und Musikpädagoge
- 1897: Léon Boëllmann, französischer Organist und Komponist
- 1900ː Kittie Knox, US-amerikanische Radsportlerin

### 20. Jahrhundert

#### 1901–1950

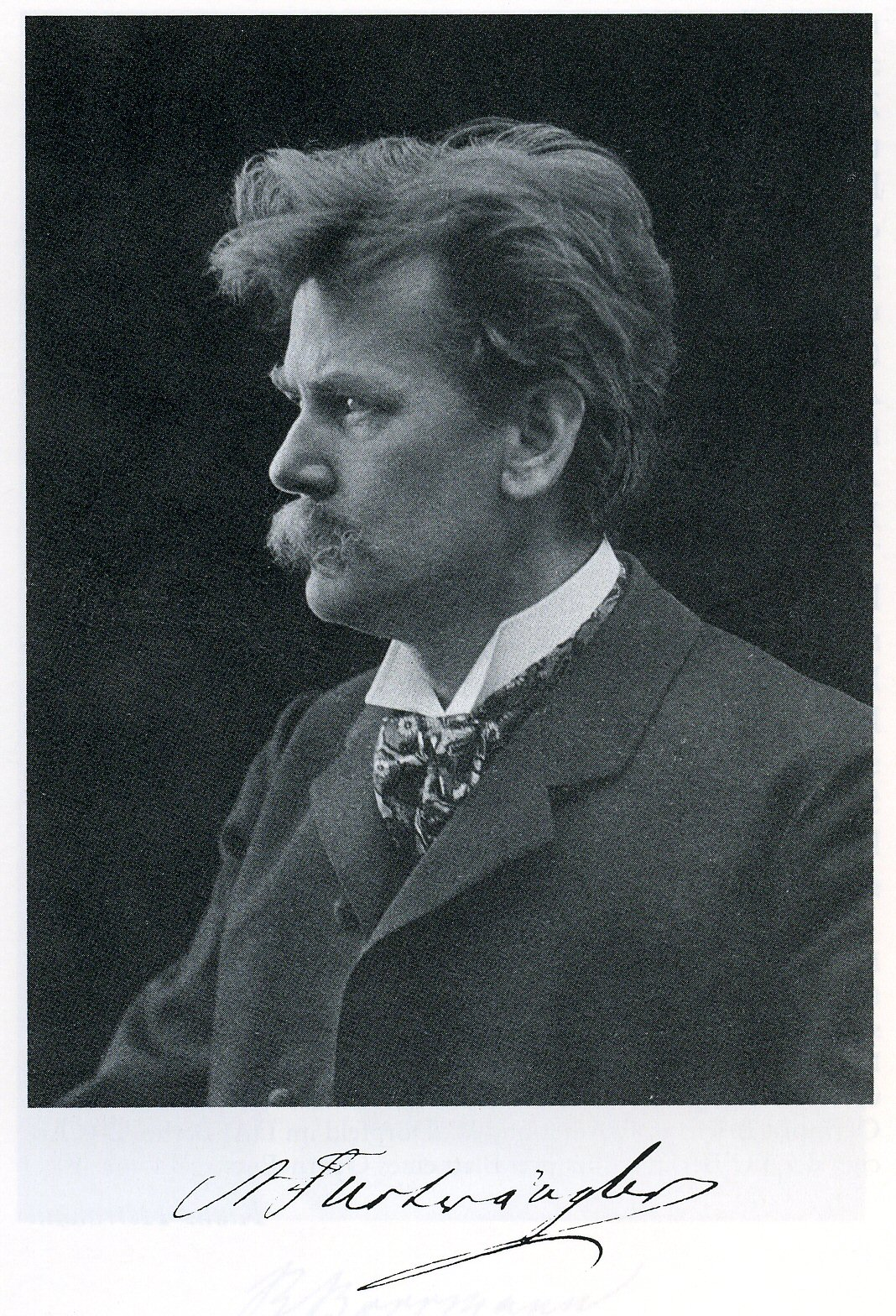
Adolf Furtwängler († 1907)
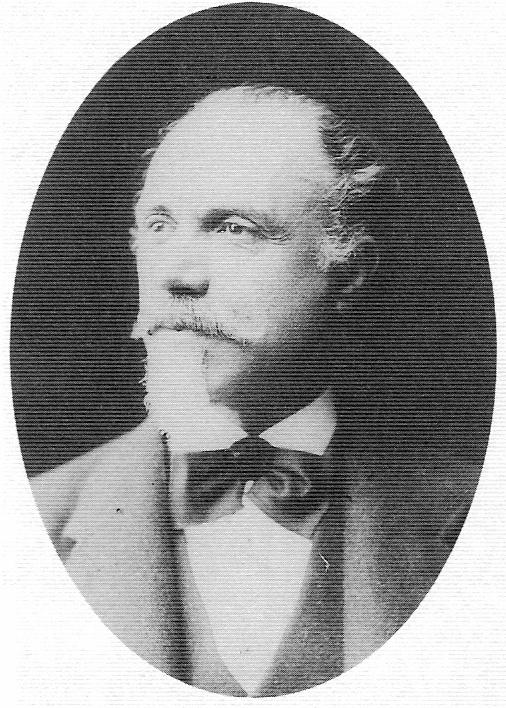
Felicjan Faleński († 1910)
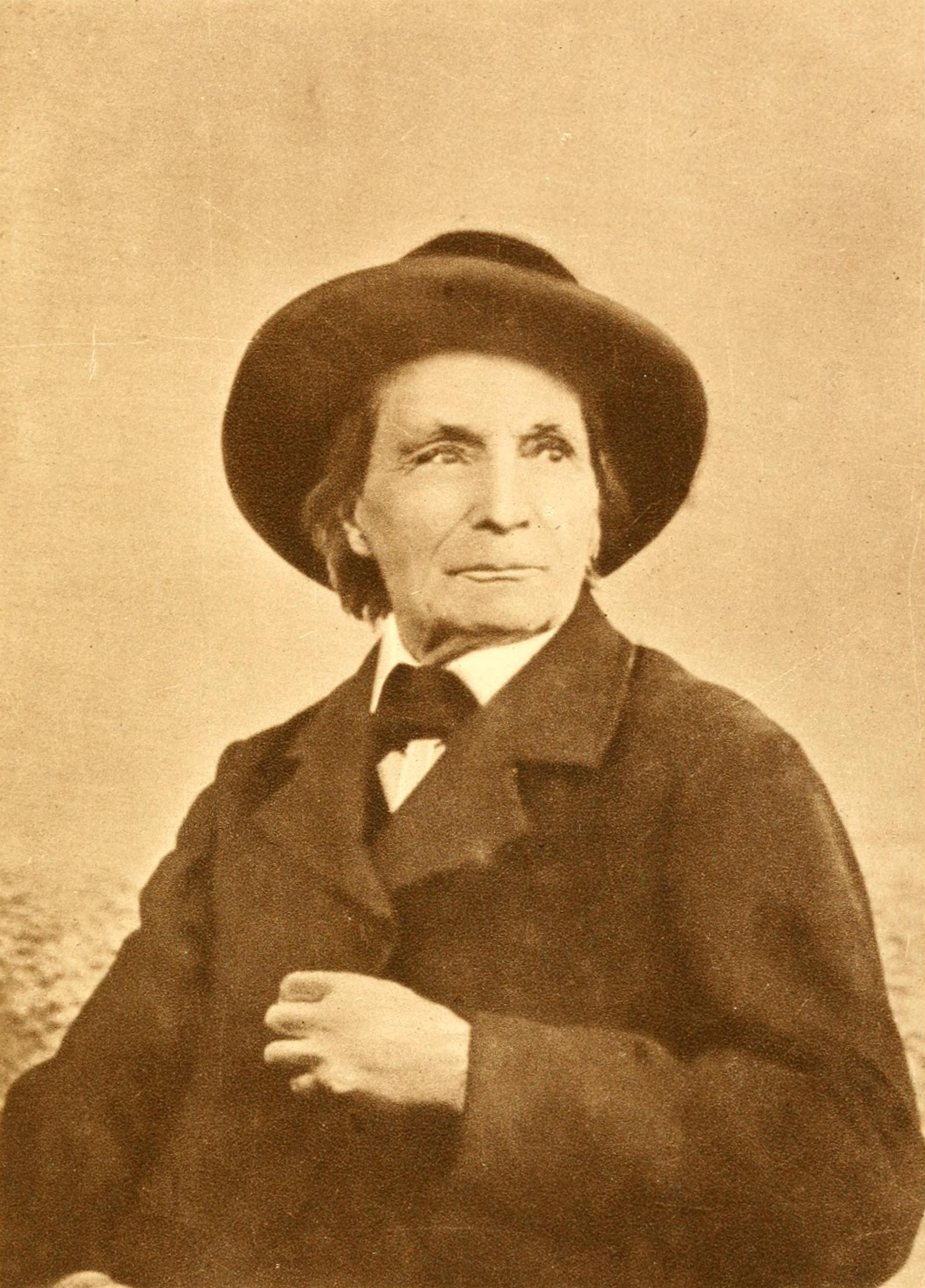
Jean-Henri Fabre († 1915)

- 1901ː Hedwig Haberkern, deutsche Autorin, Liedtexterin und Lehrerin
- 1907: Adolf Furtwängler, deutscher Archäologe
- 1908: Georges Marty, französischer Komponist und Dirigent
- 1910: Felicjan Faleński, polnischer Schriftsteller
- 1912: Theodor Krücke, deutscher Lehrer, Pastor und Politiker
- 1915: Jean-Henri Fabre, französischer Entomologe, Dichter und Schriftsteller, gilt als ein Wegbereiter der Verhaltensforschung und Ökophysiologie
- 1916: Otto I., deutscher Adeliger, König von Bayern
- 1918ː Marija Fabianowna Gnessina,  dritte der fünf Gnessina-Schwestern, russische Pianistin und Hochschullehrerin
- 1921: Haruthiun Abeljanz, Schweizer Chemiker
- 1921: Louis de Diesbach, Schweizer Landwirt und Politiker
- 1922: August Leopold Philipp Maria Michael Gabriel Raphael Gonzaga, brasilianischer Thronprätendent
- 1924: Francisco Aguilar Barquero, Präsident von Costa Rica

Doris von Scheliha († 1925)
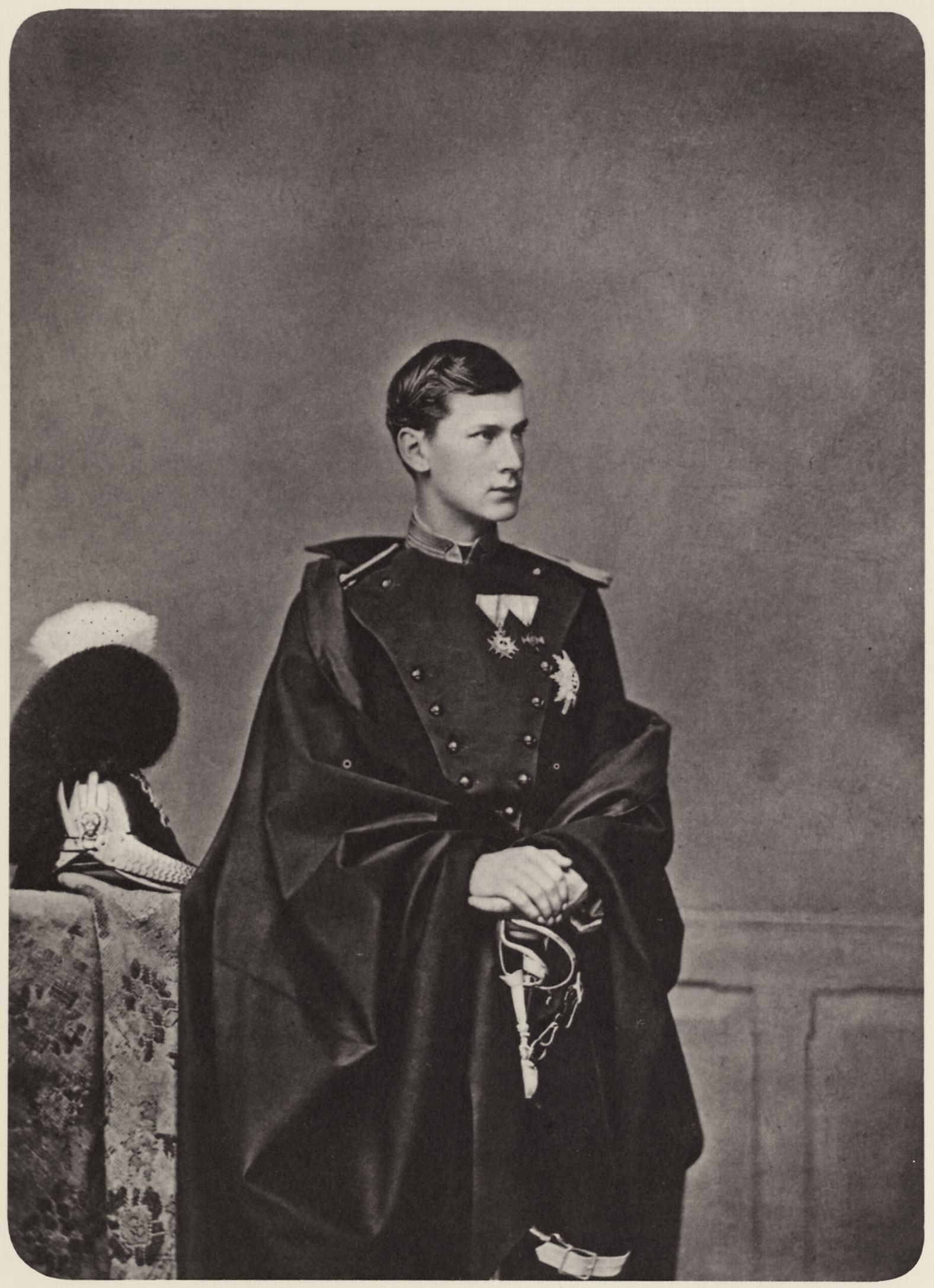
Otto I. († 1916)
Herta Felden († 1942)
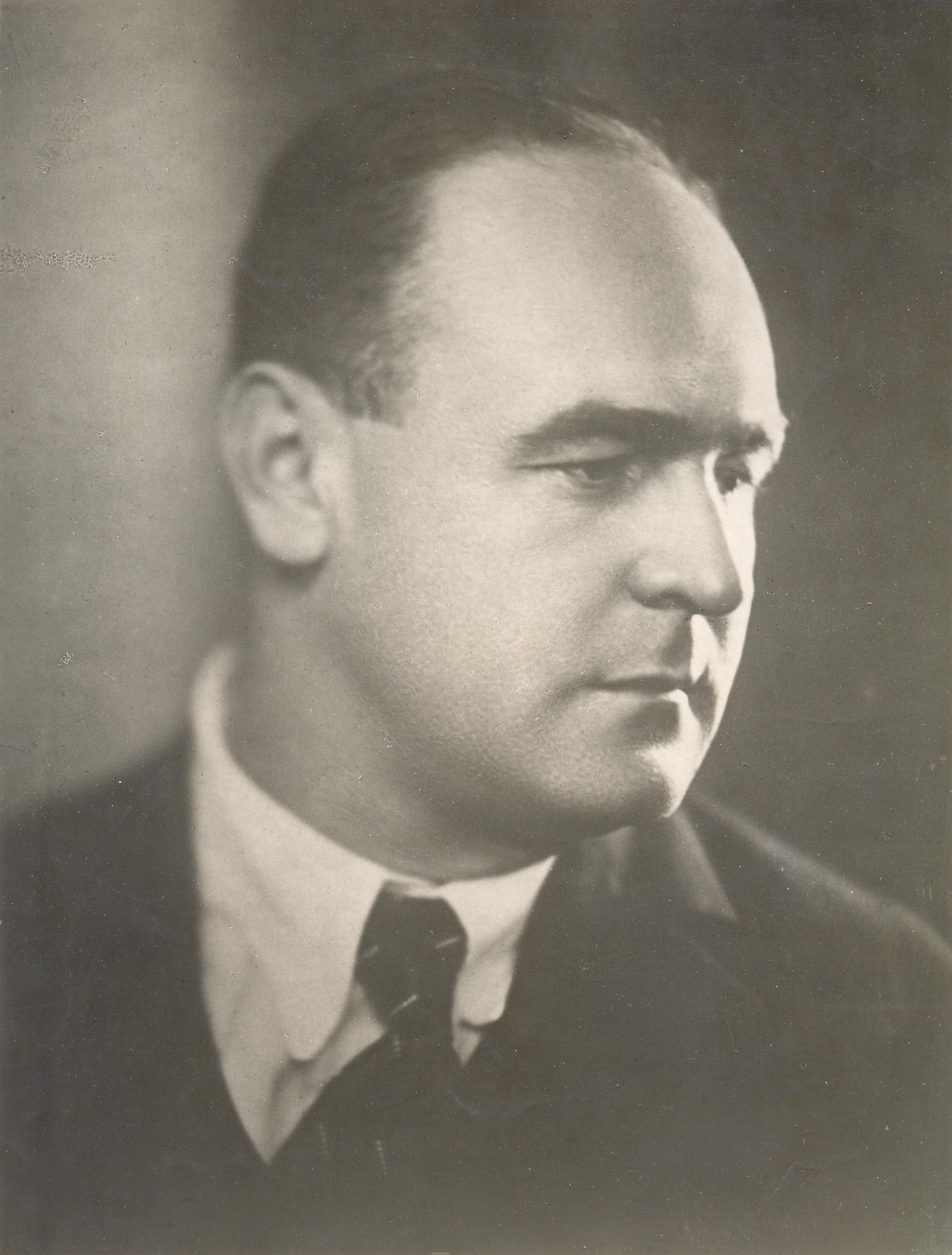
Pjotr Rjasanow († 1942)

- 1925: Mikael Lybeck, finnlandschwedischer Schriftsteller
- 1925: Doris von Scheliha, deutsche Schriftstellerin
- 1926: Albert Robida, französischer Schriftsteller und Karikaturist
- 1927: Michael von Braganza, portugiesischer Thronprätendent
- 1935: Steele Rudd, australischer Schriftsteller
- 1938: Hermann Rodewald, deutscher Agrarwissenschaftler
- 1939: Hans Hartl, österreichisch-böhmischer Politiker, Mathematiker und Physiker
- 1940: Vito Volterra, italienischer Mathematiker und Physiker
- 1942ː Herta Felden, deutsche Schauspielerin, Holocaustopfer
- 1942: Pjotr Borissowitsch Rjasanow, russischer Komponist, Musikwissenschaftler und Hochschullehrer
- 1943ː Marie Christine Kohler, US-amerikanische Sozialaktivistin und Wohltäterin
- 1943: Jan Mosdorf, polnischer Nationalist
- 1944ː Lilly Jankelowitz, deutsche Schauspielerin und Sängerin, Opfer der Shoa
- 1949: Albert H. Rausch, deutscher Schriftsteller
- 1950: Wallace O’Connor, US-amerikanischer Schwimmer und Wasserballspieler

#### 1951–2000
- 1957: René Auberjonois, Schweizer Maler und Zeichner
- 1958: Johannes R. Becher, deutscher Schriftsteller und Politiker, Minister, Präsident des Kulturbundes der DDR
- 1958: Osvaldo Licini, italienischer Maler
- 1958: Maurice de Vlaminck, französischer Maler
- 1959ː Adriana van Rees-Dutilh, niederländische Malerin
- 1960: Clément Thibaudeau, französischer Autorennfahrer
- 1961: Chico Marx, US-amerikanischer Schauspieler

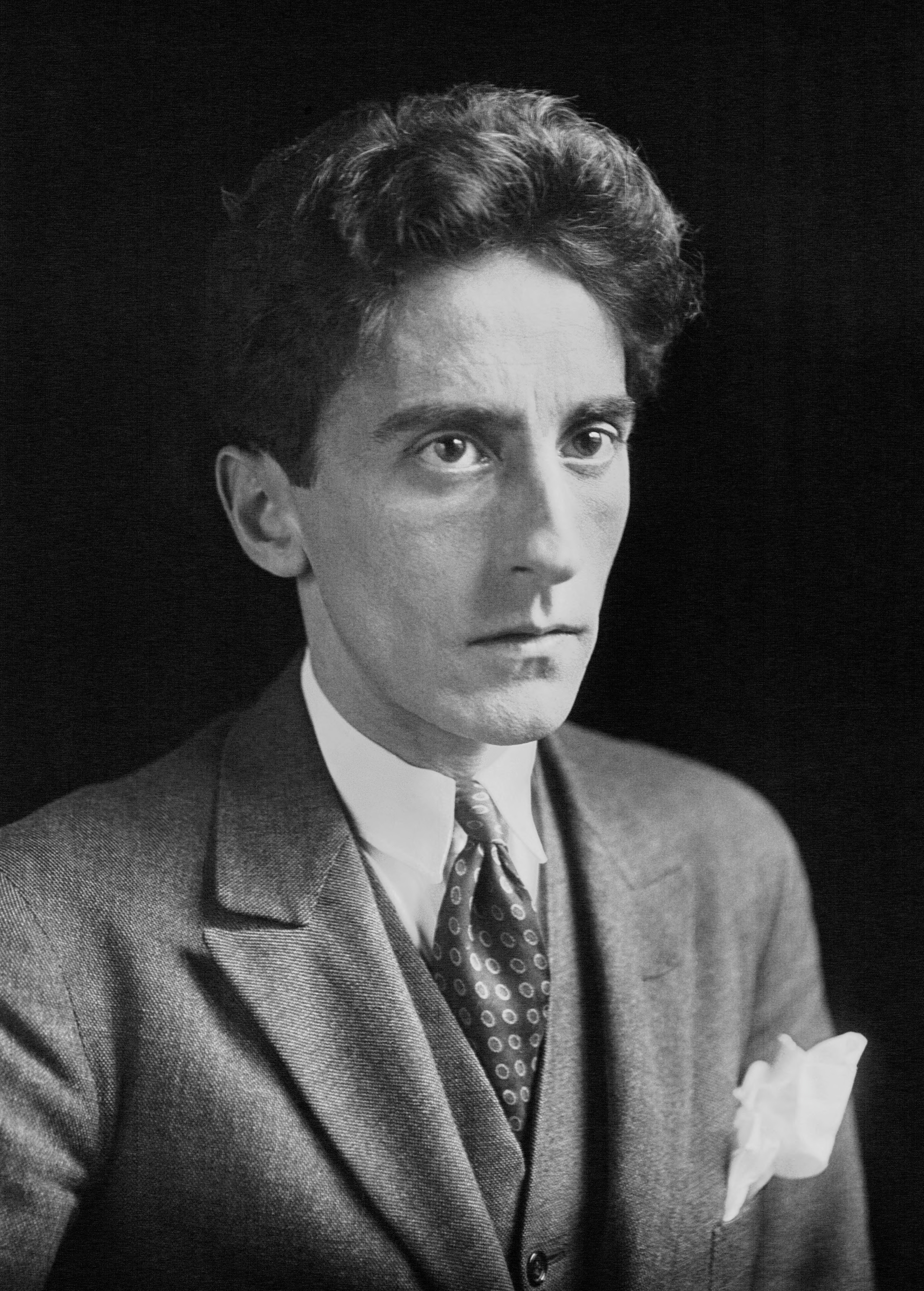
Jean Cocteau († 1963)
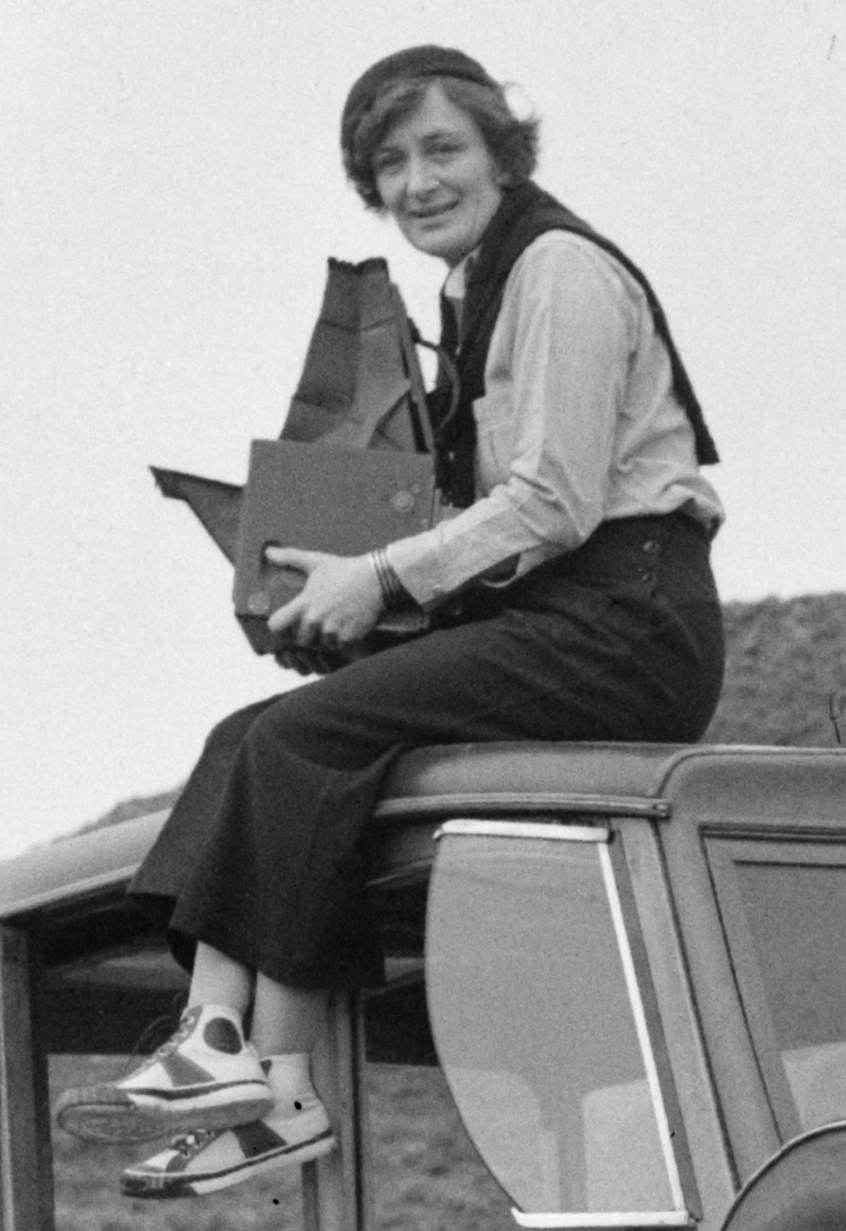
Dorothea Lange († 1965)
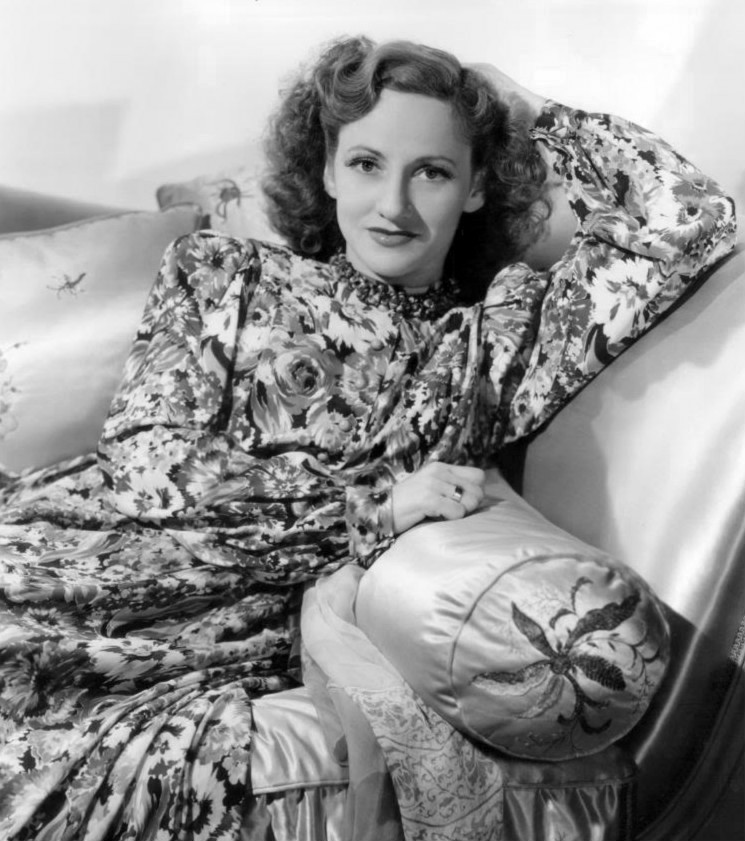
Connee Boswell († 1976)
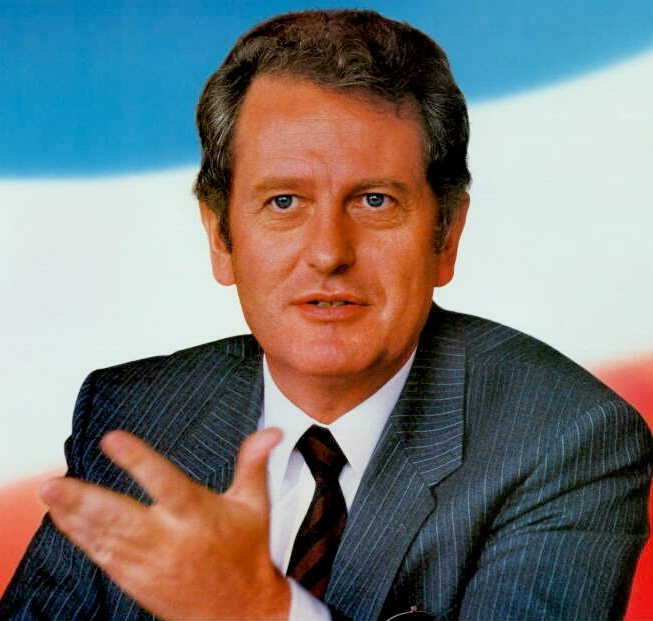
Uwe Barschel († 1987)

- 1963: Jean Cocteau, französischer Schriftsteller, Regisseur und Maler
- 1963: Tivadar Országh, ungarischer Geiger, Komponist und Hochschullehrer
- 1964: Peter Lindner, deutscher Autorennfahrer
- 1964: Franco Patria, italienischer Autorennfahrer
- 1964: Jean Pairard, französischer Autorennfahrer und Unternehmer
- 1965: Dorothea Lange, US-amerikanische Fotografin
- 1965: Walther Stampfli, Schweizer Politiker
- 1967: Franz Asboth, österreichischer Politiker
- 1967: Halina Poświatowska, polnische Dichterin
- 1968: August Mayer, deutscher Gynäkologe
- 1969: Elisabeth Nettebeck, deutsche Politikerin, MdL
- 1970: Higuchi Kiichirō, japanischer Generalleutnant
- 1974: Erich Wewel, deutscher Verleger
- 1976: Connee Boswell, US-amerikanische Schauspielerin, Blues- und Jazz-Sängerin
- 1976: Júlia Majláth, ungarische Komponistin
- 1977: Ibrahim al-Hamdi, Präsident der Arabischen Republik Jemen
- 1977: MacKinlay Kantor, US-amerikanischer Schriftsteller
- 1982: Jaroslav Netušil, tschechoslowakischer Autorennfahrer
- 1983: Pauline Alderman, US-amerikanische Musikwissenschaftlerin und Komponistin
- 1985: Tex Williams, US-amerikanischer Country-Musiker
- 1986: Georges Dumézil, französischer Religionswissenschaftler
- 1986: David Hand, US-amerikanischer Animator, Filmregisseur und -produzent
- 1986: Robert Scholz, österreichisch-amerikanischer Pianist, Komponist, Dirigent und Musikpädagoge
- 1987: Uwe Barschel, deutscher Jurist und Politiker, MdL, Landesminister, Ministerpräsident Schleswig-Holsteins
- 1987: Erich Peter, deutscher General, Chef der Grenztruppen der DDR
- 1987: Eleonora Rozanek, deutsche Malerin und Karikaturistin
- 1988: Max Imdahl, deutscher Kunsthistoriker
- 1989: Henryk Hubertus Jabłoński, polnischer Komponist und Musikpädagoge
- 1989: Marion King Hubbert, US-amerikanischer Geologe und Geophysiker
- 1991: Pietro Ferraris, italienischer Fußballspieler
- 1992: Ignatius Ghattas, US-amerikanischer römisch-katholischer Geistlicher, Bischof von Newton (USA)
- 1993: Yvar Mikhashoff, US-amerikanischer Pianist
- 1993: Jess Thomas, US-amerikanischer Heldentenor
- 1995: Isolde Ahlgrimm, österreichische Cembalistin
- 1996: Lars Valerian Ahlfors, finnisch-US-amerikanischer Mathematiker
- 1996: Pierre Grimal, französischer Altphilologe
- 1996: Oskar Reck, Schweizer Journalist und Publizist
- 1996: William Vickrey, kanadisch-US-amerikanischer Ökonom, Nobelpreisträger
- 1997: Käthe Gold, österreichische Schauspielerin
- 1999: Johannes Fiebag, deutscher Schriftsteller, Naturwissenschaftler und Ufologe
- 1999: Leo Lionni, US-amerikanischer Grafiker, Maler und Buchautor
- 1999: Fakir Baykurt, türkischer Lehrer und Schriftsteller
- 1999: Zbigniew Wiszniewski, polnischer Komponist und Musikpädagoge
- 2000: Rudolf Angelides, österreichischer Architekt
- 2000: Pietro Palazzini, italienischer Kurienkardinal

### 21. Jahrhundert
- 2002: Werner Eberlein, deutscher Politiker, Mitglied des Politbüros des ZK der SED
- 2003: Johann Abt, deutscher Motorrad- und Automobilrennfahrer
- 2003: Edward Breathitt, US-amerikanischer Rechtsanwalt und Politiker, Gouverneur von Kentucky
- 2003: Fredy Knie senior, Schweizer Zirkusdirektor
- 2004: Reinhard Hesse, deutscher Redenschreiber und Journalist
- 2004: Fernando Sabino, brasilianischer Schriftsteller und Journalist
- 2005: Johannes Gachnang, Schweizer Künstler, Ausstellungsmacher und Verleger
- 2005: Stephen Kondaks, kanadischer Bratschist und Musikpädagoge
- 2005: Michael Maerker, deutscher Bildhauer und Maler
- 2006: Asat Abbassow, tatarischer Opernsänger
- 2006: Cory Lidle, US-amerikanischer Baseballspieler
- 2006: Jacques Sternberg, belgischer Schriftsteller
- 2007: Mehmed Uzun, türkischer Schriftsteller

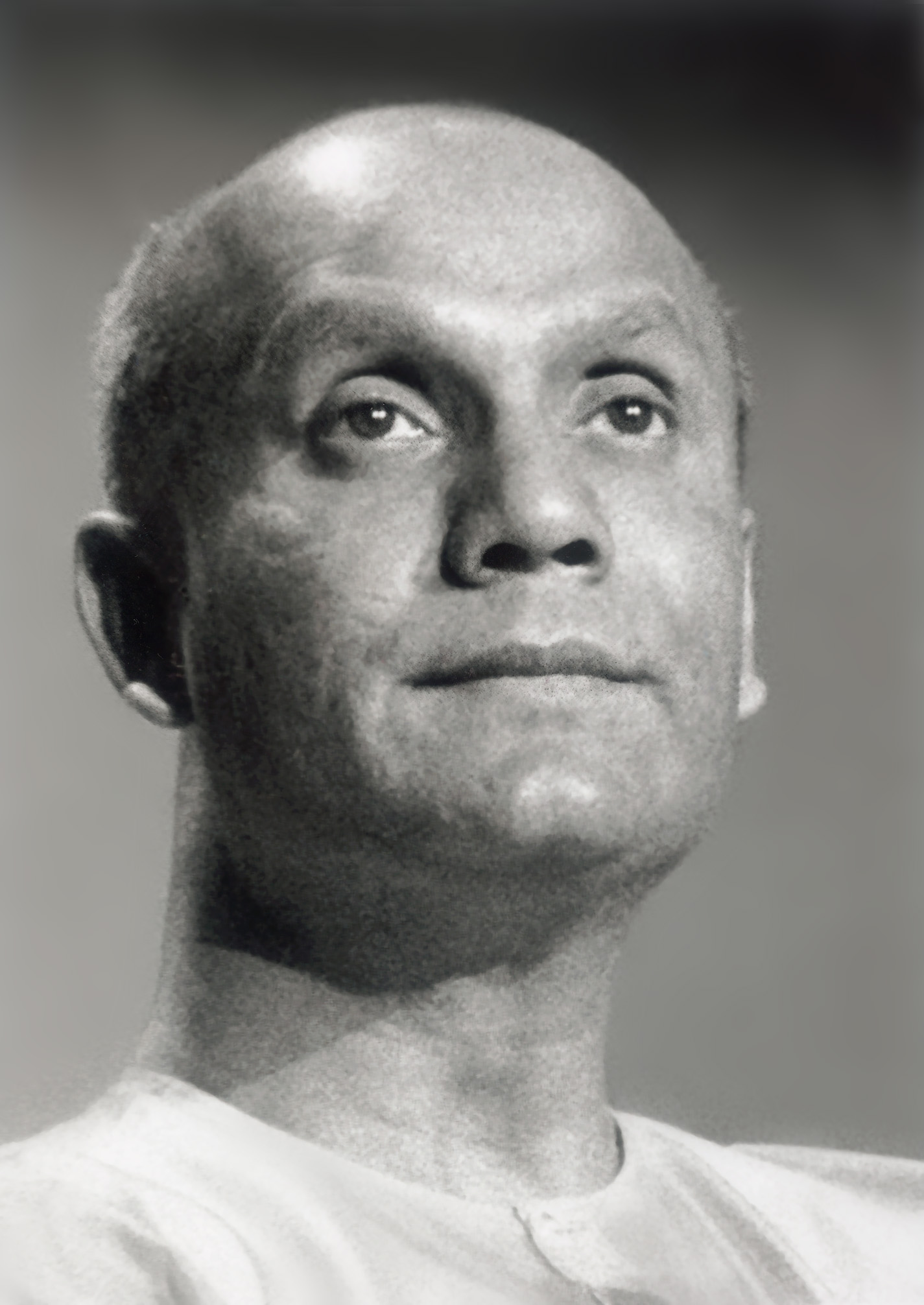
Sri Chinmoy († 2007)

- 2007: Sri Chinmoy, indischer spiritueller Lehrer, Schriftsteller, Dichter, Komponist, Musiker, Künstler und Sportler
- 2008: Vija Artmane, lettische und sowjetische Schauspielerin
- 2008: William Claxton, US-amerikanischer Fotograf
- 2008: Jörg Haider, österreichischer Politiker
- 2008: Peter Bender, deutscher Althistoriker und Publizist
- 2009: Veronika Neugebauer, deutsche Schauspielerin und Synchronsprecherin
- 2011: Jerachmi’el Assa, israelischer Politiker
- 2011: Roberta Cowell, britische Rennfahrerin und Transpionierin

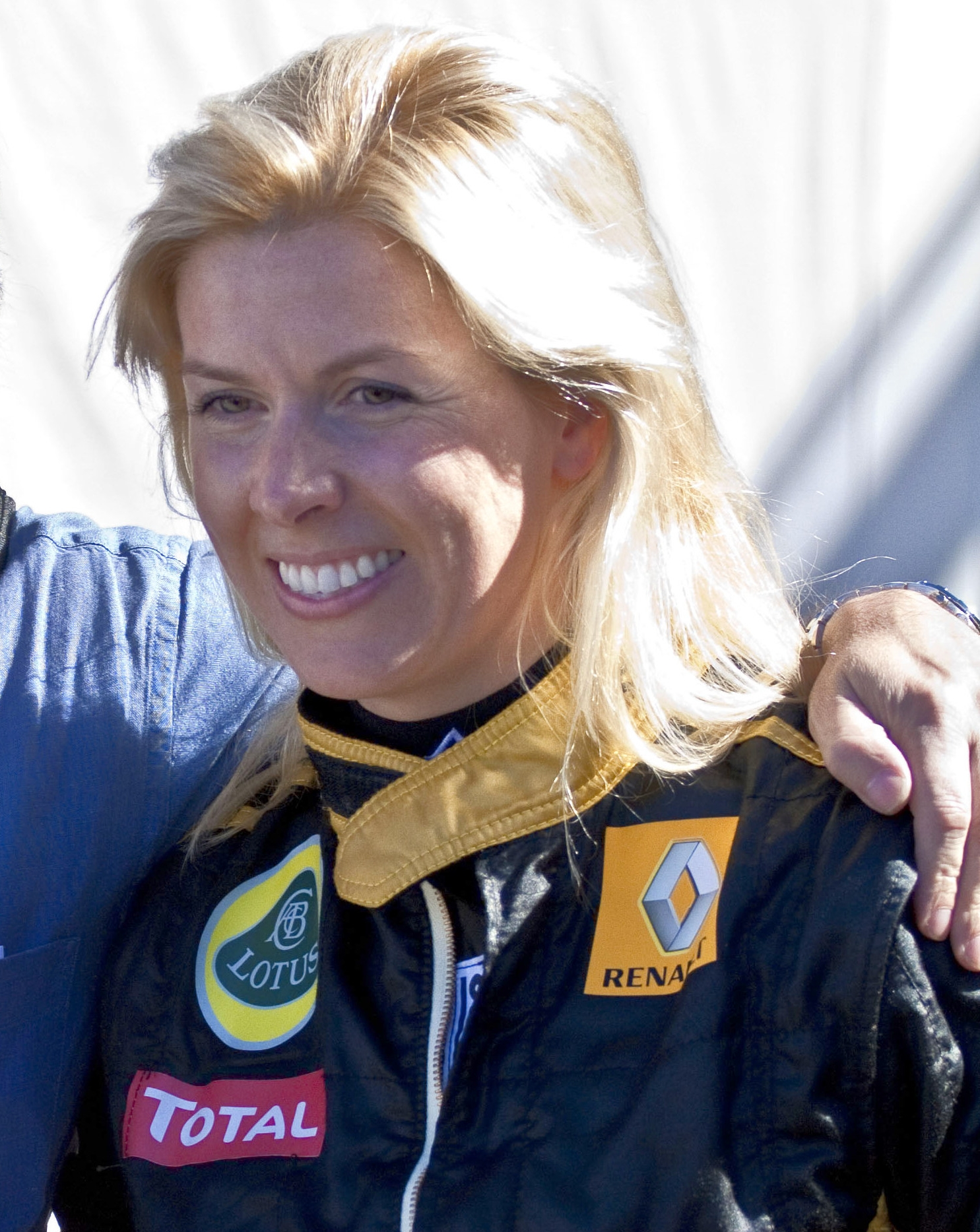
María de Villota († 2013)

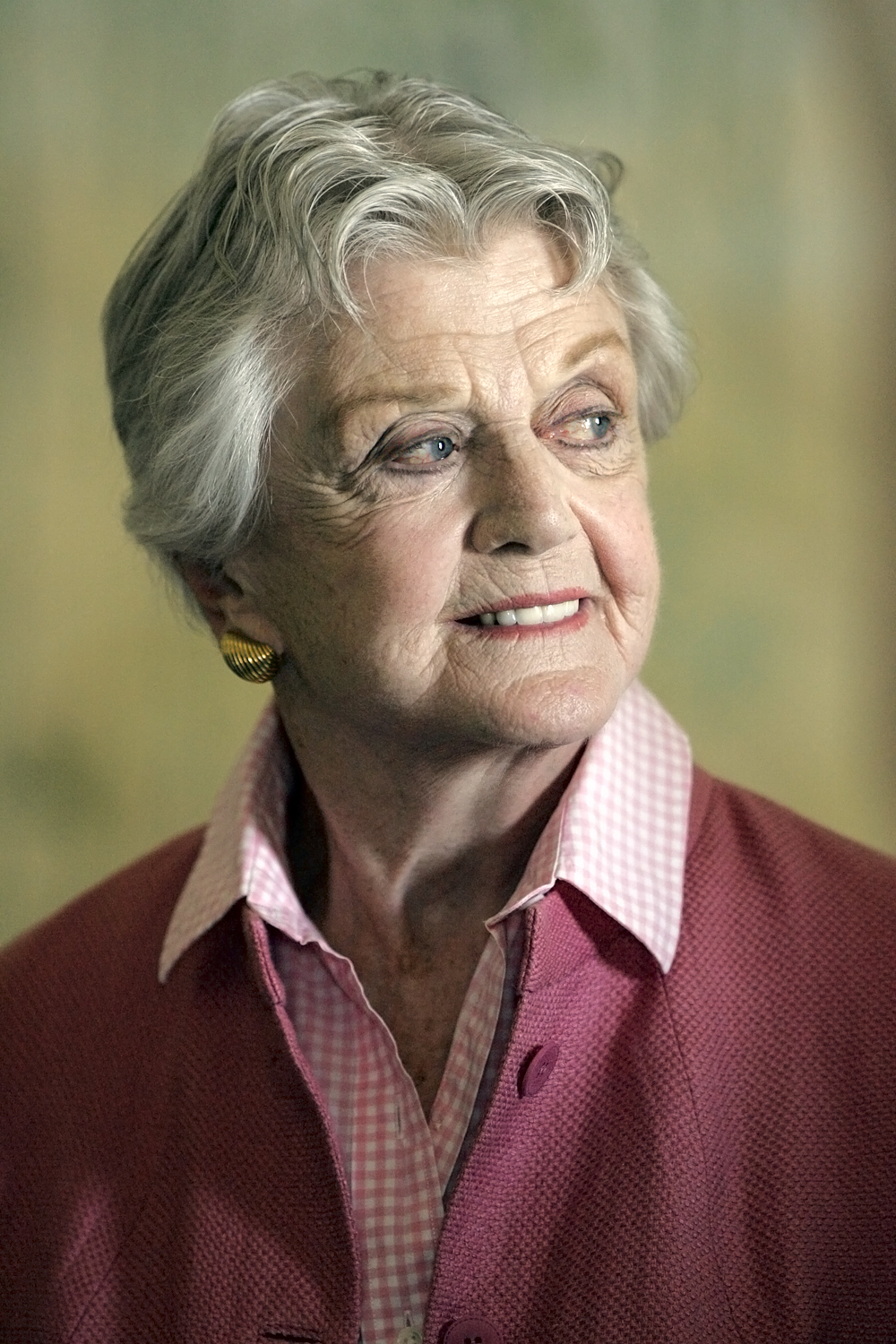
Angela Lansbury († 2022)

- 2012: Helmut Haller, deutscher Fußballspieler
- 2013: Wadih El Safi, libanesischer Sänger, Songwriter, Komponist und Schauspieler
- 2013: Erich Priebke, deutscher Kriegsverbrecher
- 2013: María de Villota, spanische Automobilrennfahrerin
- 2014: Norbert Neururer, österreichischer Politiker
- 2016: Matti Hagman, finnischer Eishockeyspieler
- 2018: Paul Andreu, französischer Architekt und Autor
- 2018: Dieter Kemper, deutscher Radrennfahrer
- 2019: Robert Forster, US-amerikanischer Schauspieler
- 2019: Alexei Archipowitsch Leonow, sowjetischer Kosmonaut
- 2020: Stélio Craveirinha, mosambikanischer Leichtathlet und Leichtathletiktrainer
- 2020: Erich Gusko, deutscher Kameramann
- 2020: Fernando Lopes, angolanischer Schwimmer
- 2020: Elfriede Mejchar, österreichische Fotografin
- 2021: Kevin Hallett, australischer Schwimmer
- 2022: Angela Lansbury, britische Schauspielerin
- 2023: Rainer E. Gut, Schweizer Bankmanager
- 2023: Rosemarie Myrdal, US-amerikanische Politikerin
- 2023: Julia Obertreis, deutsche Historikerin

## Feier- und Gedenktage
- Kirchliche Gedenktage
  - Nektarius von Konstantinopel († 397), von 381 bis 397 Erzbischof von Konstantinopel
  - Hl. Philippus, Diakon der Jerusalemer Urgemeinde, legendarisch Bischof von Tralles und Märtyrer (koptisch, armenisch, orthodox, römisch-katholisch, evangelisch: LCMS)
  - Huldrych Zwingli, Schweizer Priester und Reformator (evangelisch)
  - Hl. Leonid von Optina, russischer Mönch und Seelsorger (orthodox, im julianischen Kalender)
  - Hl. Brun, deutscher Kanzler und Erzbischof (römisch-katholisch, der evangelische Gedenktag ist am 10. Oktober)
  - bis zur Kalenderreform 1969: Fest der Mutterschaft der allerseligsten Jungfrau Maria (heute 1. Januar)
- Weitere Informationen zum Tag
  - Coming Out Day (seit 1988)
  - Internationaler Mädchentag (seit 2012)

Weitere Einträge enthält die Liste von Gedenk- und Aktionstagen.